# Portaerei

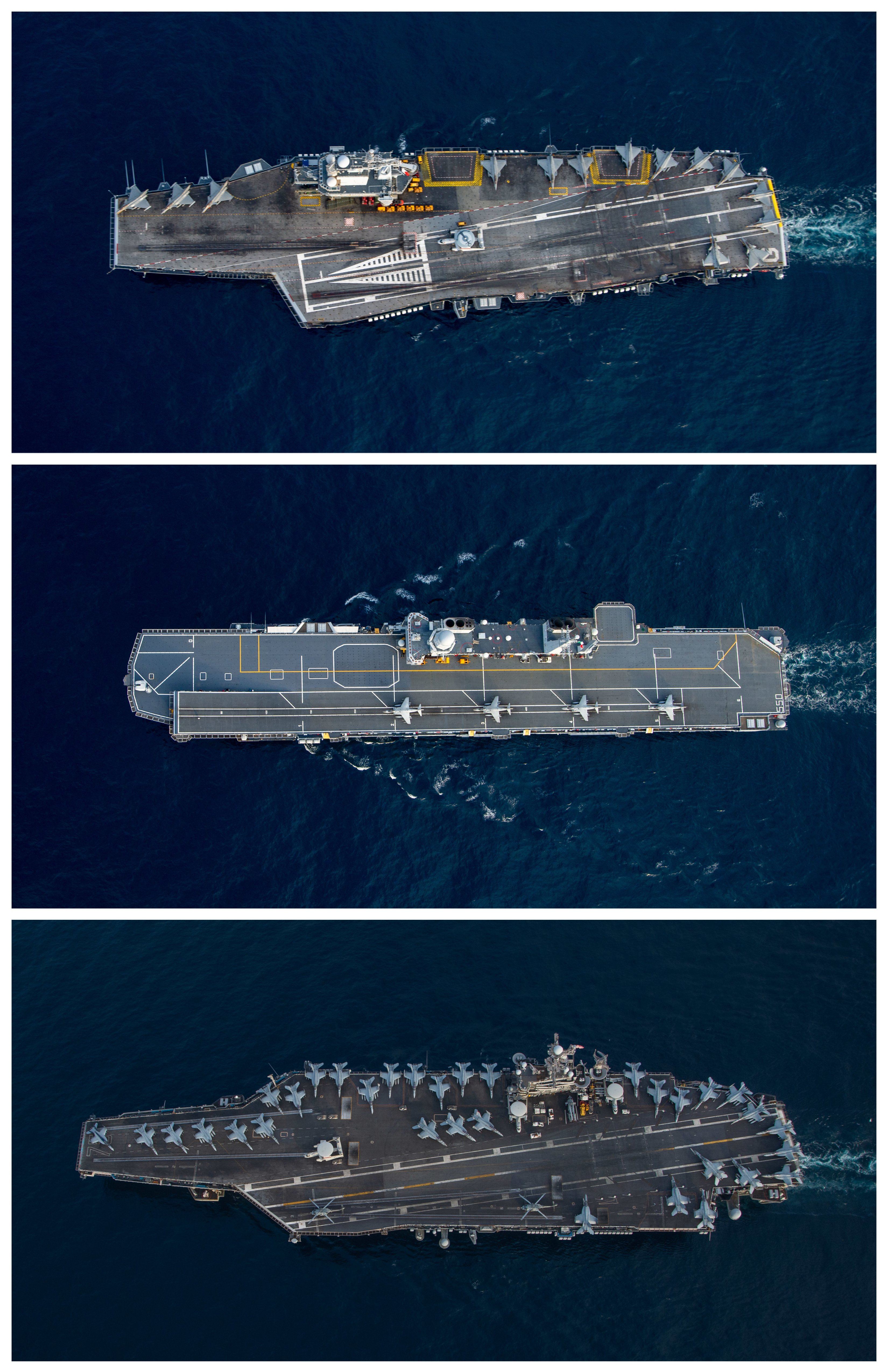
Confronto tra tre portaerei: in alto la Charles De Gaulle (R 91) della Marine Nationale francese; al centro la portaerei Cavour (C 550) della Marina Militare italiana; in basso la superportaerei USS Harry S. Truman (CVN-75) dell'United States Navy.

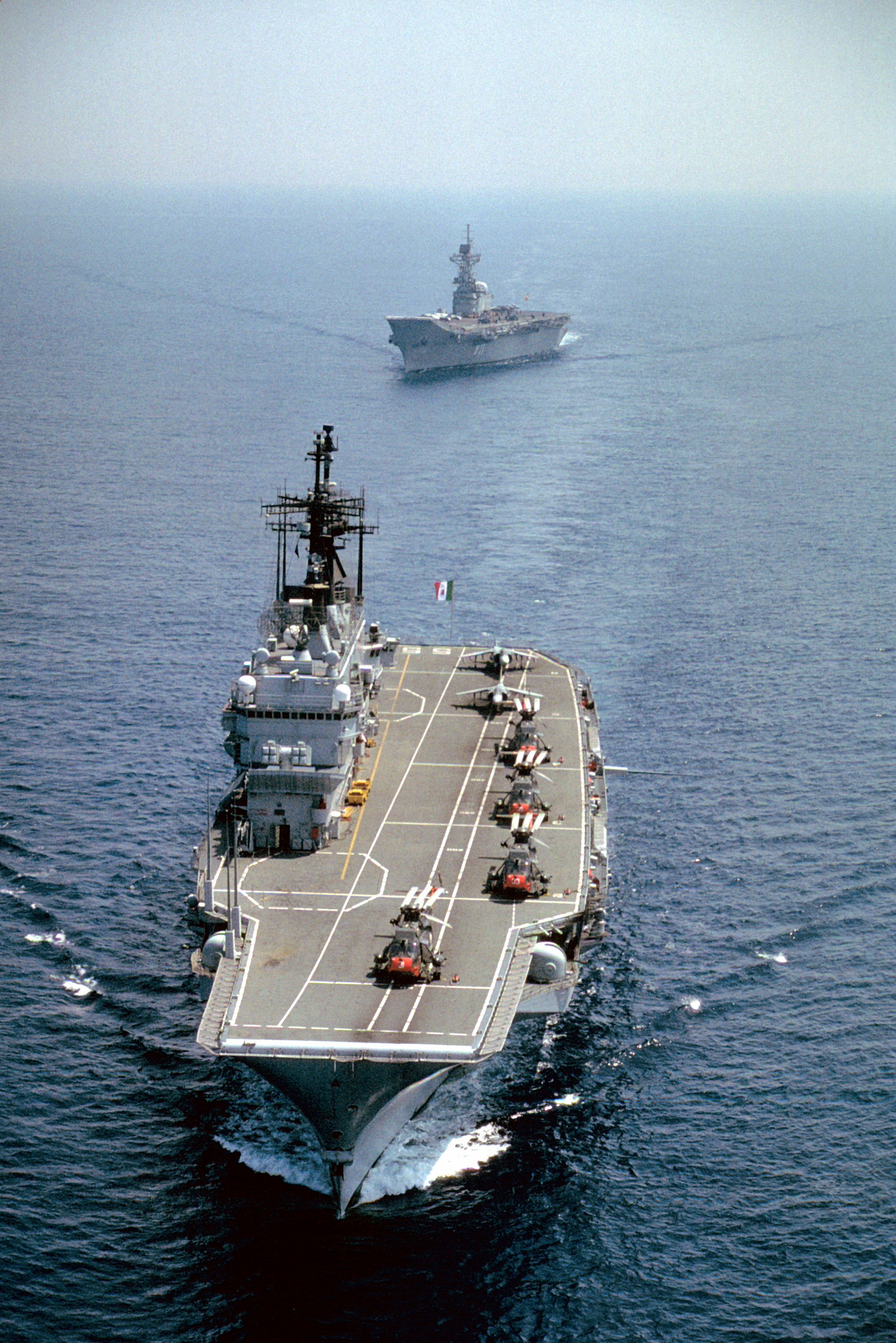
La portaeromobili (in alto) e (in basso).

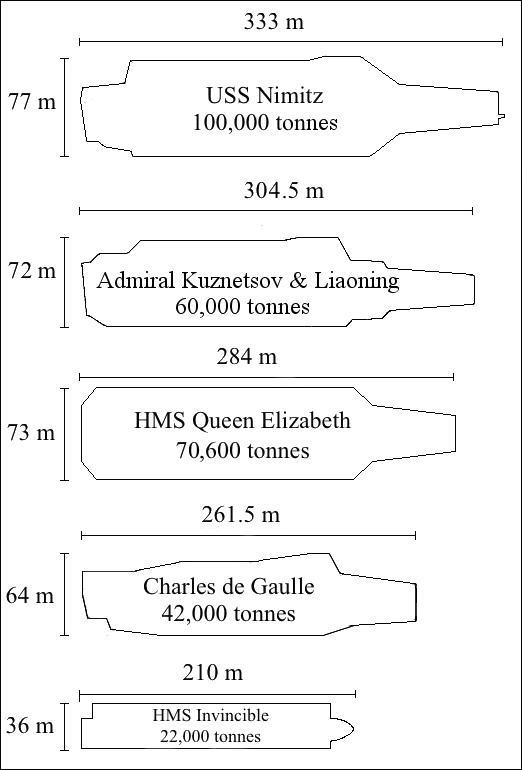
Comparazione (dall'alto in basso):
superportaerei, portaerei tipica e portaeromobili.

Una portaerei è una nave da guerra il cui ruolo principale è il trasporto in zona di operazioni, lancio e recupero di aeroplani, agendo in effetti come una base aerea capace di muoversi in mare. Le portaerei permettono pertanto a una forza navale di proiettare la propria potenza aerea fino a grandi distanze senza dover dipendere da basi terrestri locali per gli aerei.
Le marine moderne che operano con portaerei, le utilizzano come nucleo della flotta, un ruolo giocato in precedenza dalle corazzate. Il cambiamento iniziò con la crescita della potenza aerea come parte significativa della guerra ed avvenne durante la seconda guerra mondiale. Le portaerei prive di scorta sono considerate vulnerabili ad attacchi da altre navi, aerei, sottomarini o missili e pertanto viaggiano come parte di un gruppo da battaglia di portaerei.
Si possono distinguere diverse tipologie di portaerei dal punto di vista della dimensione: le più grandi sono denominate superportaerei ("supercarrier"), quelle di dimensione standard ("fleet carrier"), e quelle più piccole con diverse denominazioni (alcune obsolete) portaerei leggera ("light aircraft carrier"), portaerei di scorta ("escort carrier"), portaerei antisommergibile ("anti-submarine warfare carrier").

## Storia

### Genesi

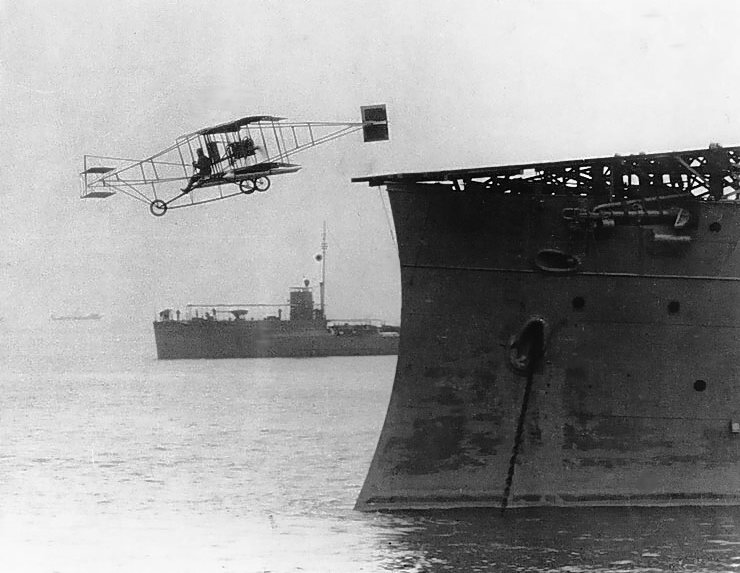
Ely decolla dalla USS Birmingham, 14 novembre 1910

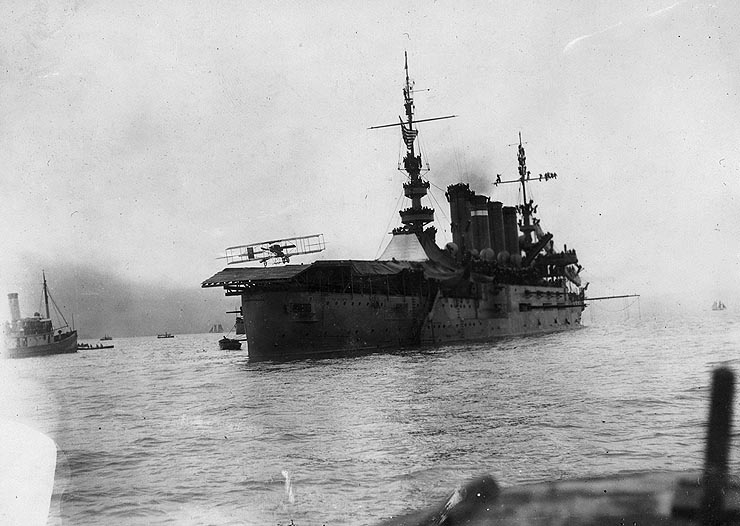
Ely atterra sulla USS Pennsylvania, 18 gennaio 1911

Con lo sviluppo degli aeroplani all'inizio del XX secolo le varie marine iniziarono ad interessarsi al loro potenziale uso per missioni di ricognizione per le loro corazzate. Vennero effettuati diversi voli sperimentali per testare l'idea. Eugene Ely fu il primo pilota a decollare da una nave stazionaria nel novembre 1910. Decollò da una struttura installata sul castello di prua dell'incrociatore corazzato USS Birmingham a Hampton Roads, Virginia ed atterrò a Willoughby Spit dopo circa cinque minuti di volo. Il 18 gennaio 1911 divenne anche il primo pilota ad atterrare su una nave stazionaria. Decollò dalla pista di corse di Tanforan ed atterrò su una struttura temporanea installata sulla poppa dell'USS Pennsylvania ancorato sul fronte del porto di San Francisco - il sistema di frenaggio improvvisato di sacchi di sabbia e di corde è l'antenato del dispositivo formato dal gancio d'appontaggio e di funi d'arresto descritti in seguito. Il Capitano di fregata Charles Samson, divenne il primo pilota a decollare da una nave in movimento il 2 maggio 1912 decollando a bordo di un Short 27 dalla nave da guerra HMS Hibernia mentre questa viaggiava a 10.5 nodi (19 km/h) durante la Rivista della Royal Fleet a Weymouth.
La HMS Ark Royal non fu la prima portaerei. Venne originariamente progettata come nave mercantile, ma durante la costruzione venne convertita per essere trasformata in una nave appoggio idrovolanti (cosa ben diversa da una portaerei). Varata nel 1914, servì nella Campagna dei Dardanelli e durante la prima guerra mondiale.

### Prima guerra mondiale
Il primo attacco lanciato da una portaerei contro un bersaglio terrestre avvenne il 19 luglio 1918. Sette Sopwith Camel decollati dalla HMS Furious la prima portaerei, perché gli aerei potevano decollare ed atterrare sul ponte di volo situato a prua, attaccarono la base di Zeppelin tedesca di Tondern con due bombe da 25 kg ognuna. Diversi dirigibili e palloni aerostatici vennero distrutti, ma poiché il Furious non aveva metodi per recuperarli in sicurezza due piloti eseguirono un ammaraggio d'emergenza, a fianco del Furious, mentre i rimanenti si diressero verso la neutrale Danimarca.

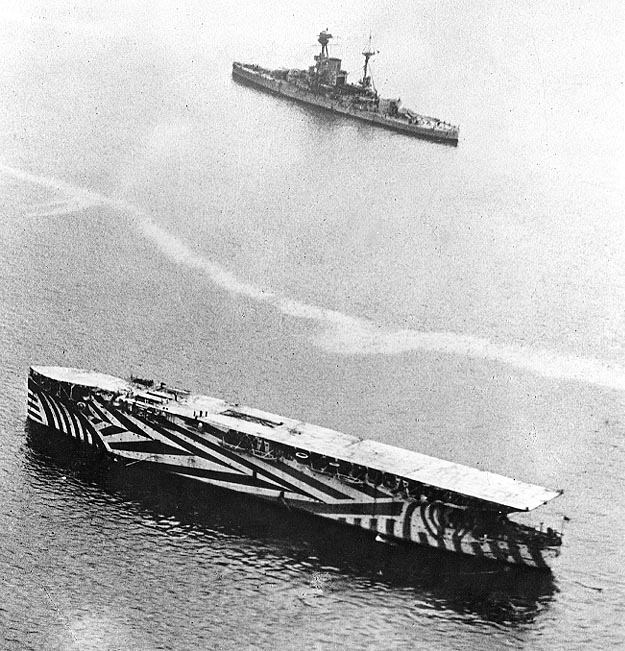
La prima nave con ponte piatto HMS Argus nel 1918

Nel frattempo la Germania cercava di convertire il mercantile veloce Ausonia (una nave italiana da 12.000 ton. circa che era stata varata alla fine del 1914 ad Amburgo) in una nave ibrido porta aerei-porta idrovolanti, con 20-30 apparecchi e 20 nodi circa di velocità. La fine della guerra pose fine al progetto, a cui, per altro, era stata data una scarsa priorità.
La prima nave ad avere un ponte piatto lungo tutta la sua lunghezza fu la britannica HMS Argus, impostata come transatlantico italiano "Conte Rosso", nel 1916 modificato a uso militare durante la Prima guerra mondiale, la cui conversione venne completata nel settembre 1918.

### Tra le due guerre mondiali

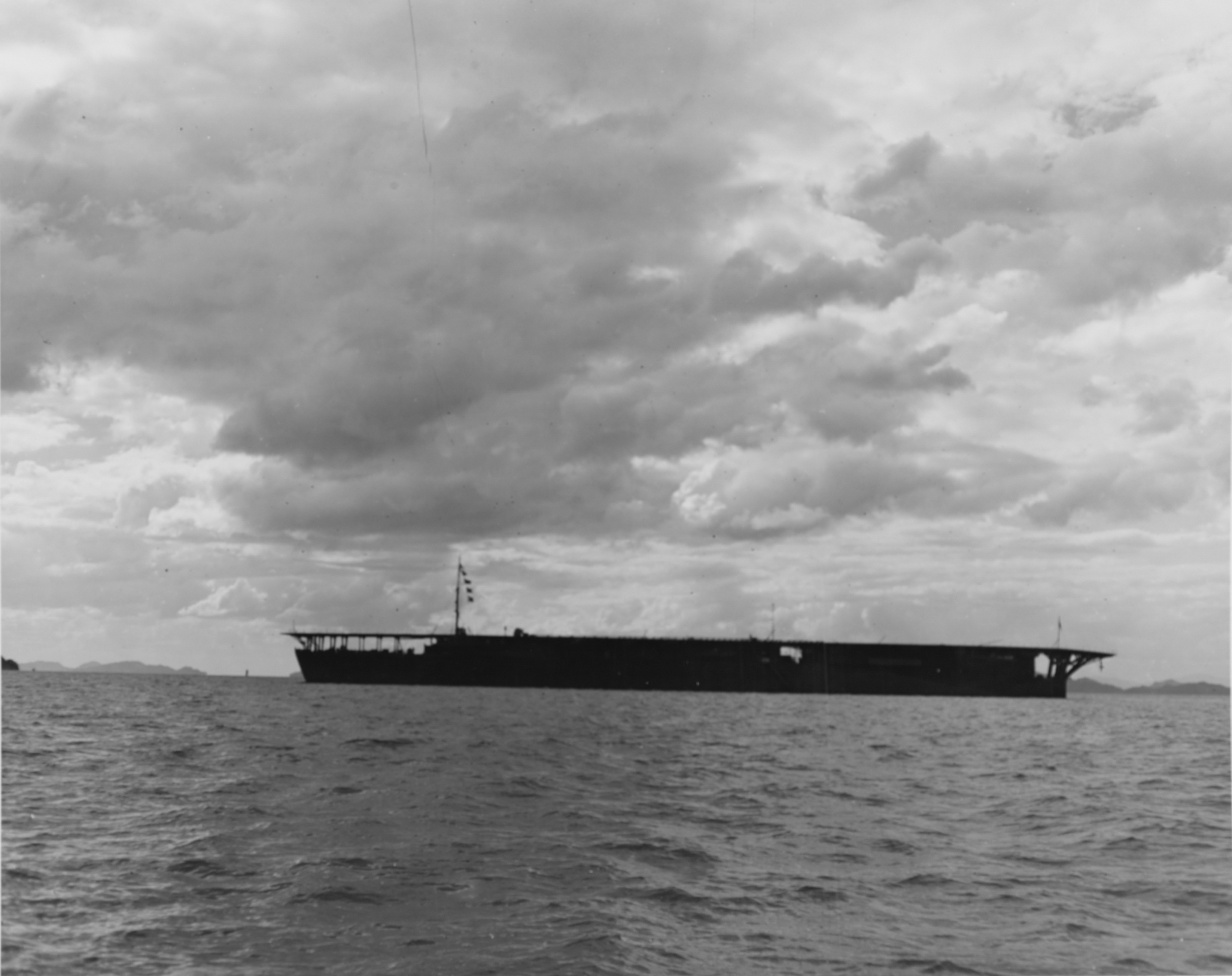
La prima nave specificatamente progettata come portaerei ad entrare in servizio, la giapponese Hōshō, nel 1922.

Le portaerei volanti erano dirigibili rigidi equipaggiati per il trasporto e lancio di aeroplani. Come per esempio l'USS Akron e l'USS Macon (Vedi Caccia parassiti su dirigibili).
Successivamente alla prima guerra mondiale, il Trattato navale di Washington del 1922 impose alle maggiori potenze navali stretti limiti sul tonnellaggio di corazzate e incrociatori, così come un limite sul tonnellaggio totale delle portaerei ed un limite massimo di 27.000 ton per ogni nave. Sebbene venissero fatte alcune eccezioni riguardo al tonnellaggio massimo di singole navi, i limiti sul tonnellaggio totale di ogni tipo di nave non potevano essere ecceduti. Di conseguenza molte corazzate o incrociatori in corso di costruzione (o in servizio) vennero convertite in portaerei.
La prima nave specificatamente designata come portaerei ad entrare in servizio fu la giapponese Hōshō nel 1922. La britannica HMS Hermes entrò in servizio l'anno successivo, sebbene la sua costruzione fosse iniziata prima di quella della Hōshō.
Negli anni '30 gli Stati Uniti impostarono le portaerei della classe Yorktown.
Alla fine degli anni 1930, le portaerei in attività nel mondo imbarcavano di solito 3 tipi di aerei: aerosiluranti, usati anche per missioni di bombardamento e di ricognizione; bombardieri in picchiata usati anche per missioni di ricognizione (nella US Navy questi aerei erano chiamati "scout bombers"); e caccia per missioni di difesa della flotta e di scorta dei bombardieri. A causa delle restrizioni di spazio i modelli imbarcati erano piccoli, monomotore, di solito con ali pieghevoli per facilitare lo stivaggio.

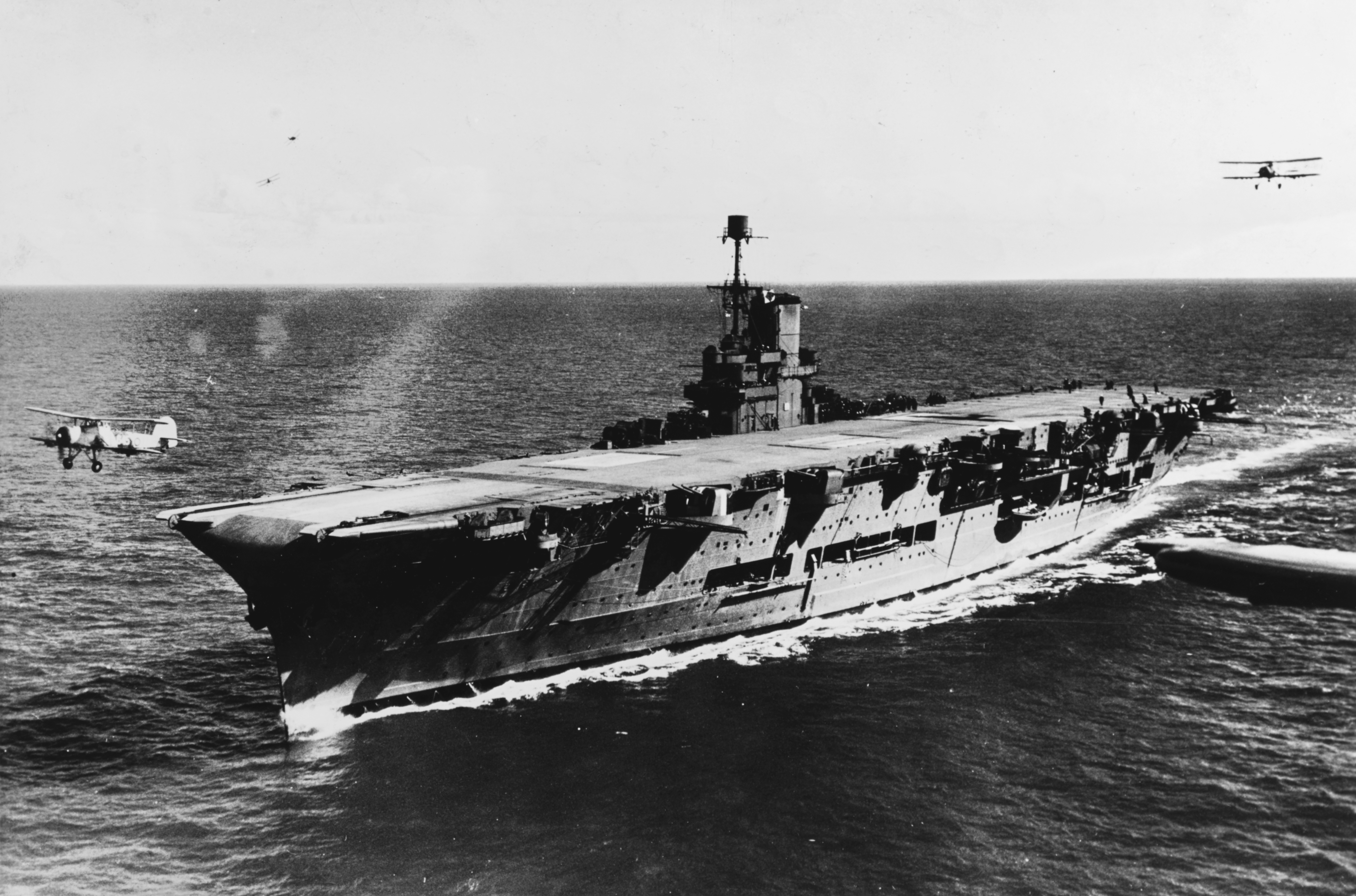
La portaerei HMS Ark Royal.

### Seconda guerra mondiale

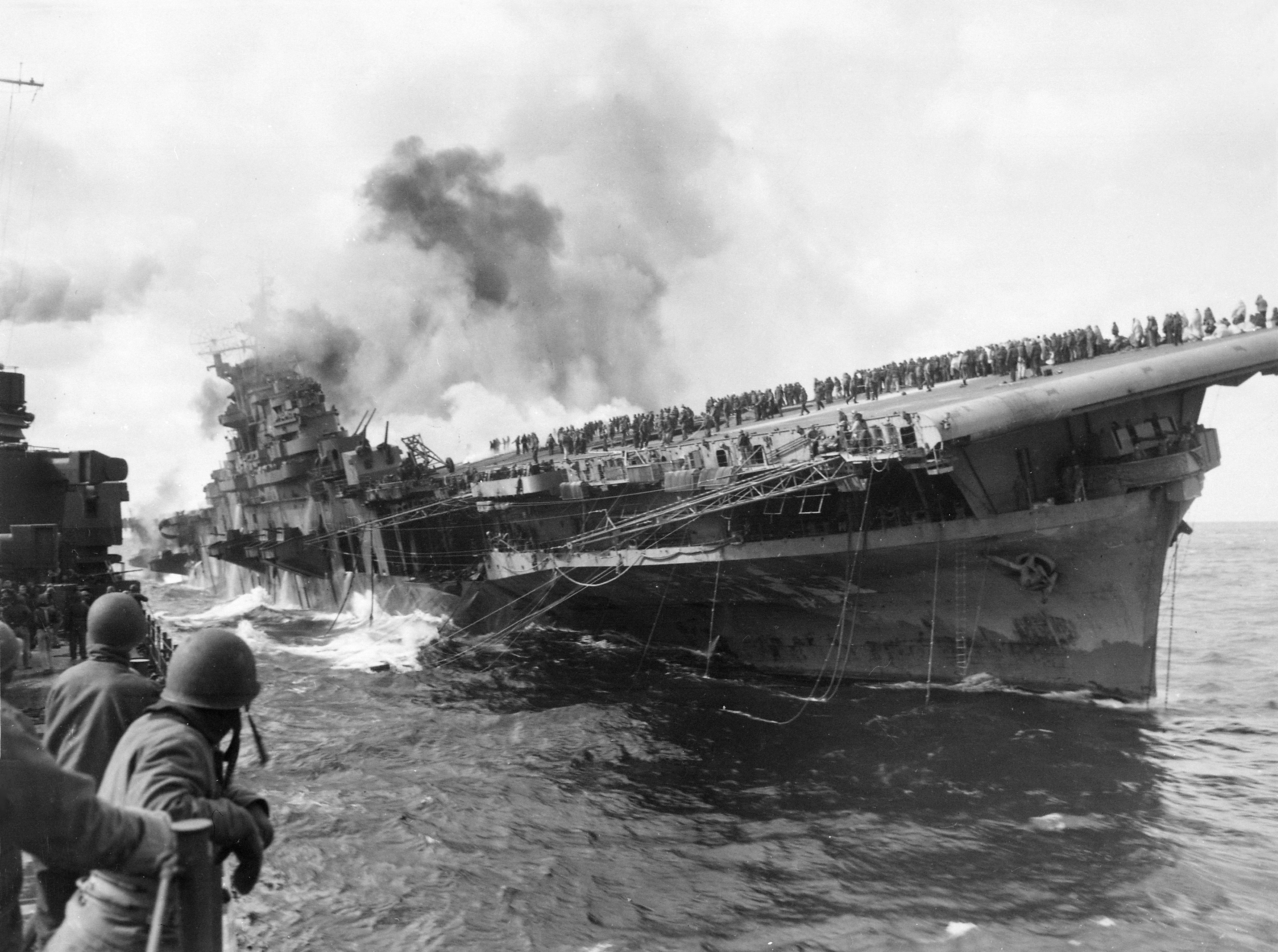
La portaerei USS Franklin (CV-13) centrata da un attacco giapponese durante la seconda guerra mondiale, il 19 marzo del 1945

Le portaerei giocarono un ruolo significativo nella seconda guerra mondiale. All'inizio della guerra, con un totale di sette portaerei in attività la Royal Navy aveva un vantaggio numerico considerevole sugli italiani e sui tedeschi, che non ne possedevano alcuna. Comunque la vulnerabilità delle portaerei all'attacco delle corazzate venne rapidamente dimostrata dall'affondamento della HMS Glorious da parte di incrociatori da battaglia tedeschi durante la campagna norvegese del 1940.
Questa apparente debolezza nei confronti delle corazzate venne capovolta nel novembre 1940 quando la HMS Illustrious lanciò un attacco a lungo raggio contro la flotta italiana ancorata nel porto di Taranto. Questa operazione affondò una corazzata e ne mise fuori servizio altre due al costo di soli due dei 21 aerosiluranti Fairey Swordfish attaccanti. Le portaerei giocarono anche un ruolo fondamentale nel rinforzare Malta, sia trasportando aerei, che difendendo convogli di rifornimenti inviati all'isola. L'uso delle portaerei impedì alla Regia Marina ed all'aviazione terrestre tedesca di dominare il teatro del mediterraneo.
Nell'oceano Atlantico la HMS Ark Royal e la HMS Victorious ebbero il compito di rallentare la Bismarck nel maggio 1941. Successivamente durante la guerra le portaerei scorta dimostrarono il loro valore sorvegliando i convogli che attraversano l'oceano Atlantico e artico.

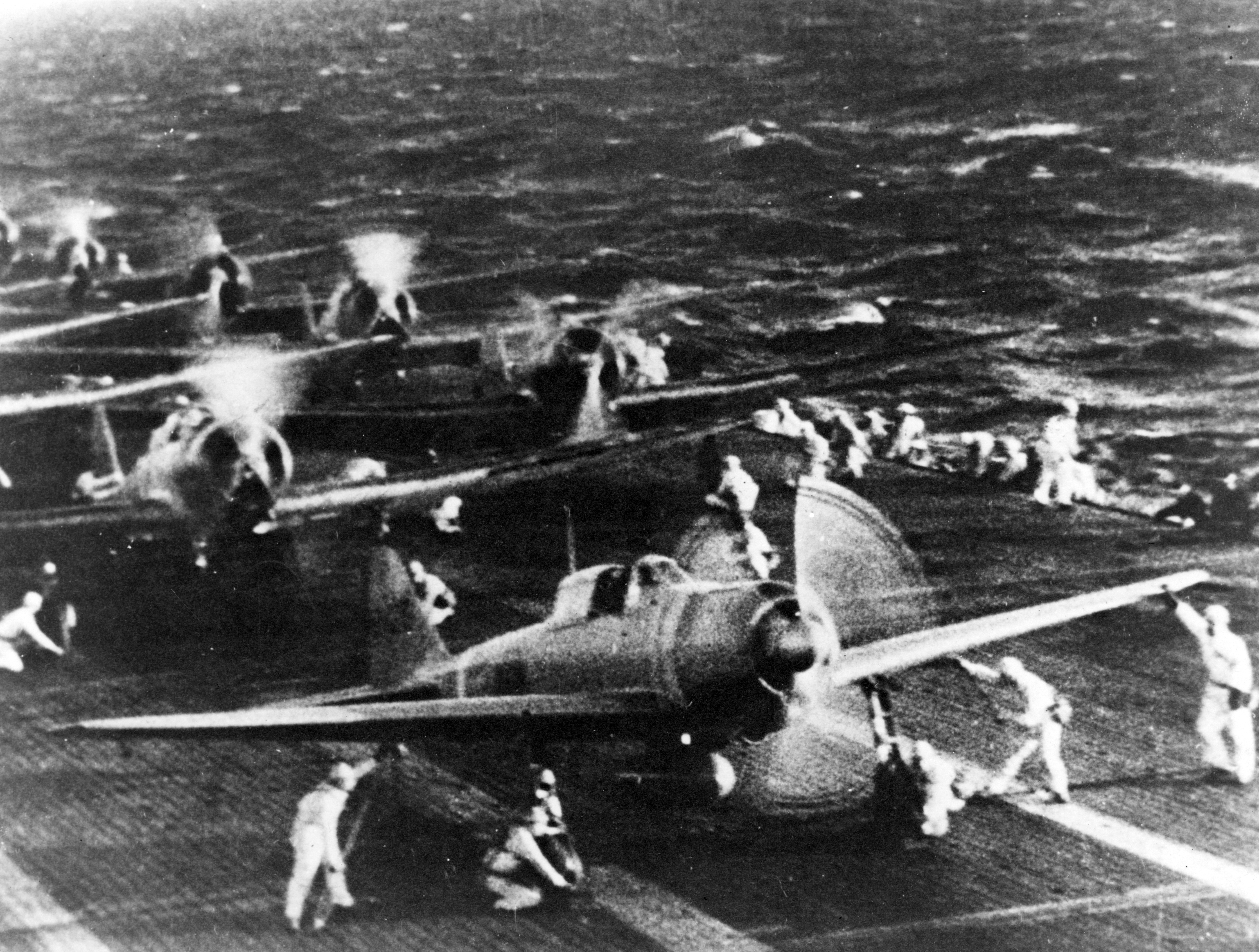
Aerei della portaerei giapponese Shōkaku si preparano all'attacco di Pearl Harbor.

Basandosi sullo sviluppo nel 1939 dei siluri lanciati da aerei, con corsa a bassa profondità e sull'esempio britannico della Notte di Taranto, l'attacco giapponese contro Pearl Harbor fu un chiaro esempio della capacità di proiezione del potere permesso da una grande flotta di portaerei. Simultaneamente all'attacco i giapponesi iniziarono un'avanzata lungo tutta l'Asia sudorientale e l'affondamento della Prince of Wales e del Repulse da parte di aerei giapponesi decollati da terra dimostrarono ulteriormente il bisogno di questo tipo di navi per fornire copertura aerea. Nell'aprile 1942 la forza d'attacco della portaerei veloce giapponese operò nell'Oceano Indiano affondando navigli, comprese la portaerei sottoriparata e sottoprotetta HMS Hermes. Le flotte alleate più piccole, sprovviste di un'adeguata copertura aerea furono forzate a ritirarsi o vennero distrutte. Nella battaglia del Mar dei Coralli le flotte americane e giapponesi si scambiarono attacchi aerei nella prima battaglia nella quale nessuna nave entrò nel raggio visivo di una nave avversaria. La battaglia delle Midway, dove aerei decollati da tre portaerei americane affondarono con un attacco a sorpresa quattro portaerei giapponesi è considerato il punto di svolta della guerra nel Pacifico.
Successivamente gli Stati Uniti crearono una diversificata flotta di portaerei leggere e di flotta, che giocarono un ruolo fondamentale nel vincere la guerra nel Pacifico. L'eclissi delle corazzate come componenti primarie della flotta venne chiaramente illustrata nel 1945 dall'affondamento della più grande nave da battaglia mai costruita, la Yamato, ad opera di aerei decollati da portaerei. Il Giappone costruì anche la più grossa portaerei della guerra, la Shinano. Significativamente si trattava della conversione di una nave inizialmente prevista come corazzata classe Yamato, una riprova di quale tipo di nave fosse più importante e prestigioso nelle nuove flotte che si combattevano nell'Oceano Pacifico.
L'esperienza di combattimento dimostrò che l'invenzione inglese dell'arco dell'uragano (le strutture dello scafo vennero prolungate fino al ponte di volo e la prua assunse nella parte estrema una forma triangolare) che migliora il comportamento della nave con mare tempestoso era l'uso migliore per il fronte della nave, sia rispetto all'installazione di mitragliatrici che all'installazione di un secondo ponte di volo. Questo divenne una caratteristica tipica delle portaerei britanniche e statunitensi. La portaerei giapponese Taiho fu la prima nave giapponese a incorporarlo.
A cominciare dalla classe Midway le portaerei americane divennero così grandi che non era pratico continuare ad usare il ponte rimessa come ponte di forza e tutte le successive portaerei americane usarono il ponte di volo come ponte di forza lasciando come unica superstruttura l'isola.

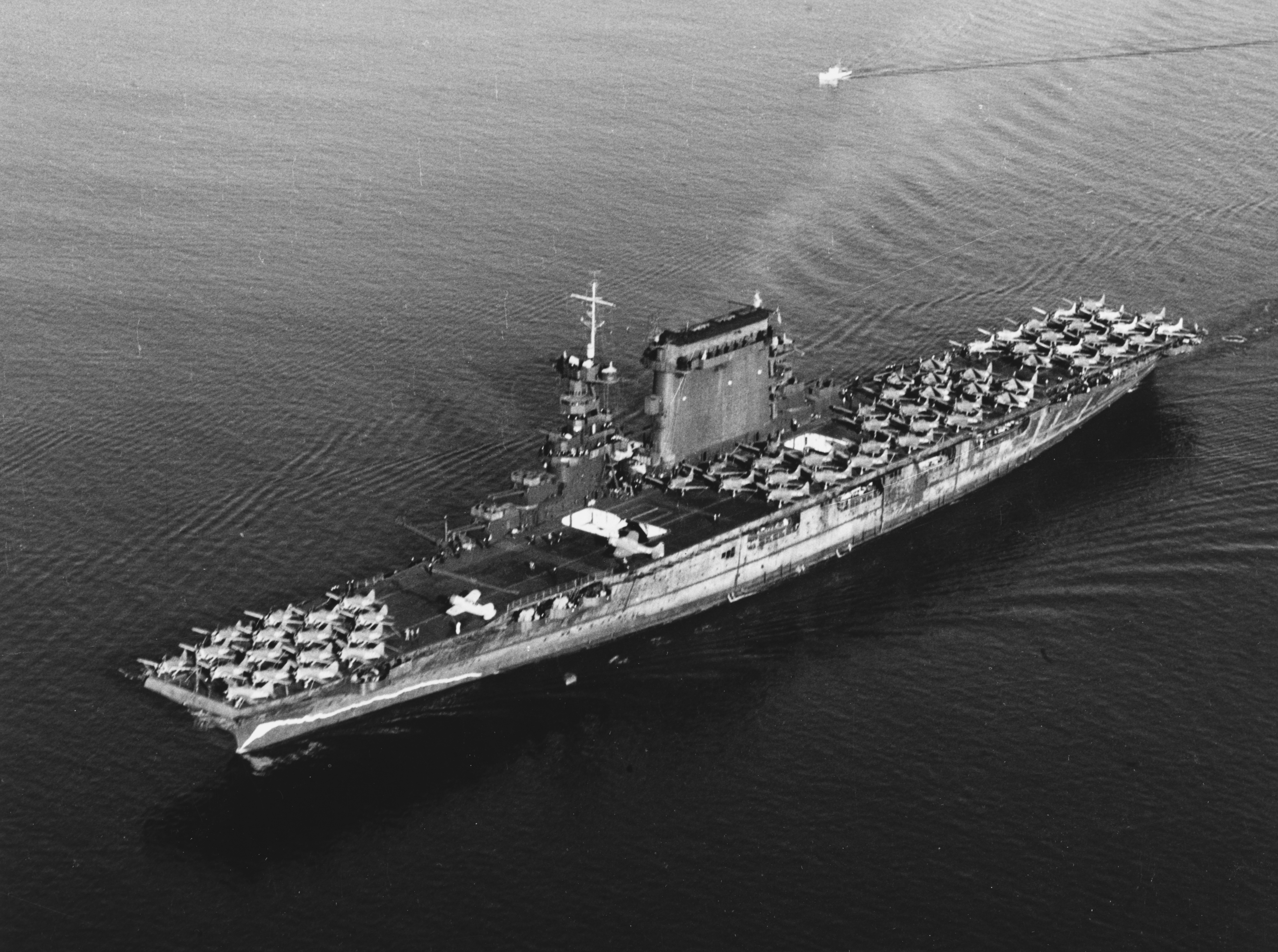
La USS Lexington, inizialmente progettata come incrociatore da battaglia e convertita in fase di costruzione in portaerei

Le "corazzate portaerei" furono create dalla Marina imperiale giapponese per compensare parzialmente la perdita delle sue portaerei alla battaglia delle Midway. Le due unità classe Ise, la Ise e la Hyuga, furono trasformate rimuovendo le torrette di poppa e rimpiazzandole con una rimessa, ponte di volo e catapulta.
Inoltre molte corazzate, incrociatori e navi corsare vennero equipaggiati con idrovolanti per missioni di ricognizione.

### Dopo la seconda guerra mondiale
Alcuni incrociatori e navi maggiori del periodo tra le guerre trasportavano spesso un idroplano che decollava grazie ad una catapulta per missioni di ricognizione e di avvistamento del punto di impatto dei proiettili dei cannoni. Veniva lanciato da una catapulta e recuperato dall'acqua mediante una gru dopo l'ammaraggio. Le gru e le rimesse per il trasporto furono generalmente rimossi durante la seconda guerra mondiale, ma durante le prime fasi della guerra ottennero qualche successo degno di nota, come dimostrato dal Supermarine Walrus del HMS Warspite nelle sue operazioni nei fiordi norvegesi del 1940.
Molte navi da guerra moderne sono equipaggiate per permettere l'atterraggio di elicotteri.
La moderna catapulta a vapore, alimentata dalle caldaie, o reattori, della nave è stata inventata dal comandante C.C. Mitchell della Royal Naval Reserve. Venne diffusamente adottata in seguito alle prove eseguite sulla HMS Perseus tra il 1950 ed il 1952, che dimostrarono come fosse più potente ed affidabile delle catapulte ad aria compressa introdotte negli anni 1930. Poiché attualmente solo le portaerei nucleari possiedono caldaie come parte integrante del loro sistema di propulsione la maggior parte delle portaerei sono ora equipaggiate con impianti di produzione del vapore per l'unico motivo di alimentare le catapulte.

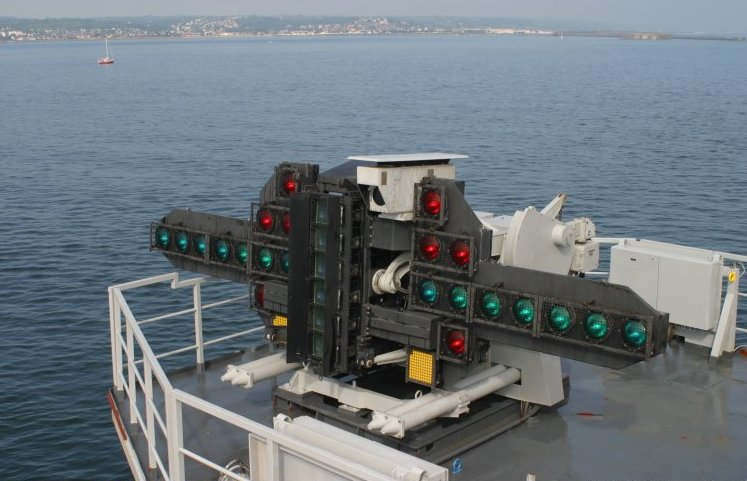
Sistema di pendenza di planata sulla Charles de Gaulle

Un'altra invenzione inglese fu l'indicatore del piano di planata. Questa è una lampada controllata giroscopicamente situata a babordo del ponte che può essere vista dal pilota in fase di atterraggio e gli indica se sta arrivando troppo alto o troppo basso in relazione al sentiero di discesa desiderato. Tiene anche conto degli effetti delle onde sul ponte di volo. Questo strumento divenne una necessità con l'aumento della velocità di atterraggio.
La US Navy tentò prematuramente di diventare una forza strategica nucleare con il progetto di costruzione della United States, classificata CVA, con la "A" che sta per "atomica". Avrebbe dovuto trasportare bombardieri bimotori, ognuno dei quali armato con una bomba atomica. Il progetto venne cancellato su pressioni dell'appena creata United States Air Force, e la lettera "A" venne riciclata per significare "attacco". Ma questo ritardò solo la crescita delle portaerei, nel 1955 le armi nucleari presero il mare nonostante le obiezioni della Air Force a bordo della USS Forrestal (CVA-59) (classe Forrestal), e per la fine degli anni 1950 la US Navy possedeva una serie di aerei d'attacco armati con armi nucleari.
La US Navy utilizzò il nucleare anche per costruire portaerei alimentate da reattori nucleari. La USS Enterprise fu la prima portaerei equipaggiata con motori nucleari e le successive portaerei sfruttarono questa tecnologia per incrementare l'autonomia. La sola altra nazione ad aver seguito l'esempio degli Stati Uniti è stata la Francia con la Charles de Gaulle.
Negli anni successivi alla seconda guerra mondiale videro lo sviluppo dell'elicottero, che a differenza degli aerei adatti al combattimento aria-aria e aria-superficie, venne destinato al trasporto di materiale e personale e può essere utilizzato nella guerra anti-sommergibile equipaggiandolo con sonar a immersione e missili.
Alla fine degli anni 1950 ed all'inizio degli anni 1960 l'Inghilterra convertì alcune sue vecchie portaerei in portaerei commando: portaelicotteri come la HMS Bulwark. Per mitigare le connotazioni costose relative alla parola portaerei, le portaerei inglesi di nuova costruzione classe Invincible vennero designate incrociatori a ponte completo e inizialmente trasportarono solo elicotteri per operare come portaerei scorta. L'introduzione del Sea Harrier permise loro di trasportare aerei ad ala fissa nonostante il loro breve ponte di volo.
Gli usi più recenti delle portaerei includono la Guerra delle Falkland nella quale il Regno Unito vinse un conflitto distante 13.000 km dalle proprie acque in gran parte grazie all'uso della portaerei HMS Hermes e della più piccola HMS Invincible. Questa guerra dimostrò il valore di un aereo VSTOL come l'Hawker-Siddeley Harrier nel difendere la flotta e la forza d'assalto da aerei con basi a terra e nell'attaccare il nemico. Elicotteri basati sulle portaerei furono usati per scaricare truppe e recuperare i feriti.

### Dopo la guerra fredda
Gli USA hanno utilizzato le portaerei nella guerra del Golfo, in Afghanistan e per proteggere i propri interessi nell'Oceano Pacifico. Nella recente invasione dell'Iraq le portaerei sono state la base principale della potenza aerea americana. Sebbene privi della possibilità di piazzare un numero significativo di aerei nelle basi medio-orientali, gli Stati Uniti furono in grado di lanciare significativi attacchi aerei eseguiti da squadroni basati su portaerei.
All'inizio del XXI secolo le portaerei in attività sono in grado di trasportare circa 1.250 aerei in zona di operazioni, il Regno Unito ne schierò circa 50. La Francia ed il Regno Unito hanno in corso un programma di espansione della flotta di portaerei, ma gli Stati Uniti mantengono comunque un grande margine di vantaggio.
L'Italia ha, da parte sua, una portaerei, anche se leggera, dopo che la Giuseppe Garibaldi (varata nel 1985, da meno di 14.000 tonnellate a pieno carico, e considerata all'epoca della sua messa in mare, la più piccola portaerei del mondo e effettivamente una portaeromobili) fu messa in riserva alla fine del 2024, in attesa della dismissione definitiva quando venne sostituita dalla Trieste (L 9890), classificata come unità di assalto anfibio ma capace di trasportare aerei come l'Lockheed Martin F-35 Lightning II; cioè la Cavour, consegnata alla marina militare nel 2009,che possiede una stazza di circa 30.000 tonnellate a massimo carico (comunque non paragonabile alle stazze delle portaerei nucleari fra le 50.000 e le 100.000 tonnellate).

## Descrizione

### Configurazione del ponte di volo

Comparazione (dall'alto in basso, da sinistra a destra):
superportaerei, portaerei tipica e portaeromobili

Le navi portaerei possiedono un ponte piatto, il ponte di volo, che serve da pista per il decollo e l'atterraggio. Poiché gli aerei decollano ed atterrano controvento, per favorirne il decollo una portaerei viaggia a massima velocità, per esempio 30 nodi (55 km/h), con la prua orientata contro il vento, in modo da incrementare la velocità relativa del flusso dell'aria rispetto all'aereo. Stessa cosa per quanto riguarda l'appontaggio: procedendo controvento si riduce la velocità che l'aereo ha rispetto alla nave. Su alcune navi si utilizza una catapulta a vapore per accelerare l'aeroplano in modo da permettergli di decollare con una rincorsa più limitata di quella altrimenti richiesta o per consentire il decollo con un carico particolarmente elevato. Su altri modelli non è richiesta l'assistenza di una catapulta - la necessità di usarne una dipende dal tipo dell'aereo e dalle sue prestazioni.

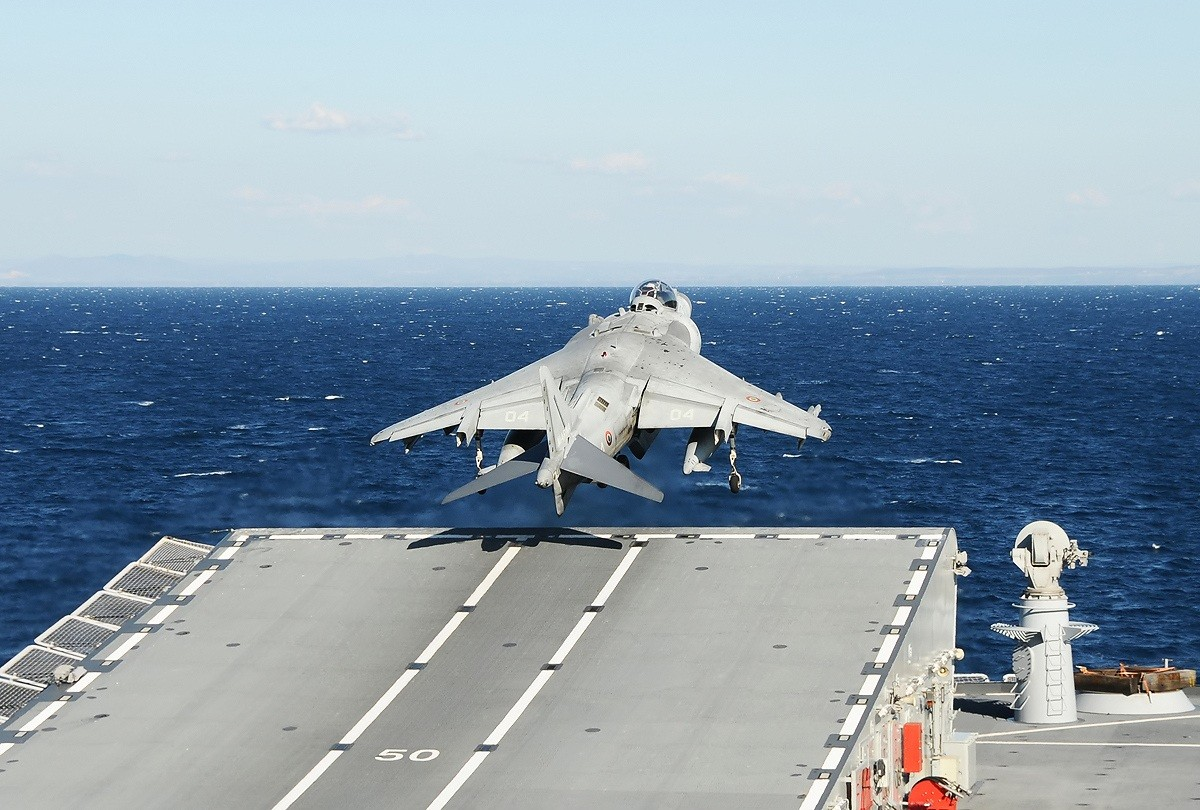
Trampolino di lancio, presente in alcune portaerei

Durante l'atterraggio alcuni aerei si affidano per arrestarsi in una distanza più breve del normale ad un "gancio per l'appontaggio" che ingaggia dei cavi in acciaio collegati a pistoni di compressione a vapore (gli stessi utilizzati per il lancio). Al momento dell'aggancio il cavo trascina il pistone all'interno del suo cilindro aumentando la compressione e dando così modo al velivolo di fermarsi. I cavi sono generalmente 4 e sono disposti trasversalmente al ponte di atterraggio. Altri aerei usano la loro capacità di atterraggio verticale e non richiedono assistenza per ridurre la loro velocità nell'atterraggio. Dalla fine della seconda guerra mondiale è diventato comune angolare la pista di atterraggio e decollo rispetto all'asse longitudinale della nave. Lo scopo è di permettere agli aerei che manchino le funi di arresto di decollare nuovamente senza rischiare di colpire gli aerei parcheggiati nella parte anteriore del ponte. Il ponte angolato permette inoltre il decollo di aerei contemporaneamente all'atterraggio di altri.
Le aree sopra al ponte di volo (ponte di comando, torre di controllo, scarichi dei motori e così via) sono concentrate a tribordo del ponte in una zona relativamente piccola chiamata "isola". Solo poche portaerei sono state progettate o costruite senza un'isola e questa configurazione non è mai stata vista in una portaerei di flotta.
Una configurazione più recente, usata dalla Royal Navy ha un trampolino di lancio al termine della pista di decollo. Questo per aiutare il decollo di aerei VTOL (o STOVL) (aerei in grado di decollare e atterrare con poco o nessun movimento in avanti), come il Sea Harrier, sebbene questi aerei siano in grado di decollare verticalmente dal ponte, l'uso della rampa riduce il consumo di carburante. Poiché catapulta e funi di arresto non sono necessarie le portaerei con questa configurazione riducono il peso, complessità ed ingombro necessario per l'equipaggiamento.

### Ponte angolato

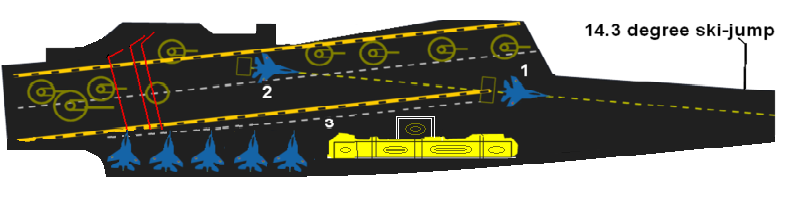
Ponte angolato della INS Vikramaditya

Durante la seconda guerra mondiale gli aerei dovevano atterrare sul ponte di volo parallelo all'asse dello scafo della nave. Gli aerei già atterrati venivano parcheggiati sul ponte all'estremità di prua del ponte di volo. Dietro di essi veniva sollevata una barriera antiurto per arrestare ogni aereo in fase di atterraggio che non riuscisse ad arrestarsi in tempo, nel caso che il gancio d'atterraggio mancasse i cavi d'arresto. Se questo succedeva, oltre al rischio per l'equipaggio, l'aereo in atterraggio causava seri danni agli aerei parcheggiati, e al peggio, nel caso che la barriera antiurto non fosse sufficientemente solida, poteva distruggerli e causare un incendio.
Un'importante innovazione britannica della fine degli anni quaranta fu l'introduzione tecnica del ponte angolato, in cui la pista di atterraggio era angolata di pochi gradi rispetto alla nave. Se un aereo mancava i cavi di arresto il pilota doveva solo incrementare al massimo la potenza del motore per riattaccare, senza rischiare di colpire gli aeroplani parcheggiati, dato che il ponte angolato puntava all'esterno verso il mare. L'immagine della INS Vikramaditya all'inizio di questa voce mostra il ponte d'atterraggio angolato.

## Tipi di portaerei
Nel corso dell'ultimo secolo sono stati sperimentati diversi tipi di portaerei, alcuni dei quali ora obsoleti. In generale possono essere categorizzati come segue:

### Tipi base
- Incrociatore aereo
- Nave d'assalto anfibio
- Portaerei antisommergibile
- Portapalloni
- Mercantile aviocatapulte
- Portaerei di scorta
- Caccia catapulta
- Vettore di flotta
- Incrociatore di volo
- Portaelicotteri
- Portaerei leggera
- Portaerei mercantile
- Portaerei di pattuglia
- Nave appoggio idrovolanti
- Sommergibile portaerei
- Super Portaerei

: alcuni dei tipi nella lista non sono considerati portaerei secondo alcune fonti

### Per ruolo
- portaerei di flotta e d'attacco: portaerei e superportaerei
- portaerei di difesa e scorta convogli: portaerei di scorta
- portaerei di difesa della flotta: portaerei leggera e portaeromobili
- portaerei antisommergibile: portaerei antisommergibile

### Per configurazione
- Decollo Cata-Assistito con Recupero Arrestato (CATOBAR)
- Decollo Corto con Recupero Arrestato (STOBAR)
- Decollo Corto con Atterraggio Verticale (STOVL)
- Decollo e Atterraggio Corti o Verticali (V/STOL)
- Decollo e Atterraggio Verticali (VTOL) - portaelicotteri e navi d'assalto anfibio

### Per dimensione
- Superportaerei
- Portaerei (di flotta)
- Portaerei leggera / di scorta / antisommergibile / portaeromobili

### Per classificazione
- AV: Seaplane Tender (ritirata)
- AVG: Auxiliary Aircraft Ferry (Escort carrier) (1941–2)
- AVD: Seaplane Tender Destroyer (ritirata)
- AVP: Seaplane Tender, Small (retired)
- AVT (i) Auxiliary Aircraft Transport (retired)
- AVT (ii) Auxiliary Training Carrier (retired)
- ACV: Auxiliary Aircraft Carrier (Escort carrier) (1942)
- CV: Fleet aircraft carrier (1921–1975), multi-purpose aircraft carrier (1975– )
- CVA: Aircraft Carrier, Attack (category merged into CV, 30 June 1975)
- CV(N): Aircraft Carrier, Night (Deck equipped with lighting and pilots trained and for nighttime fights) (1944) (retired)
- CVAN: Aircraft Carrier, Attack, Nuclear-powered (category merged into CVN, 30 giugno 1975)
- CVB: Aircraft Carrier, Large (Original USS Midway class, category merged into CVA, 1952)
- CVE: Escort aircraft carrier (retired) (1943–retirement of type)
- CVH: Aircraft Carrier, Helicopter
- CVHA: Aircraft Carrier, Helicopter Assault (retired in favor of several LH-series amphibious assault ship hull codes)
- CVHE: Aircraft Carrier, Helicopter, Escort (retired)
- CVG: Aircraft Carrier, Guided Missile (retired)
- CVL: Light aircraft carrier (retired)
- CVN: Aircraft Carrier, Nuclear-powered
- CVS: Antisubmarine Aircraft Carrier (retired)
- CVT: Aircraft Carrier, Training (changed to AVT (Auxiliary))
- CVU: Aircraft Carrier, Utility (retired)
- CVV: Aircraft Carrier, Vari-Purpose, Medium (retired unused)

## Evoluzioni e innovazioni

### Navi CAM

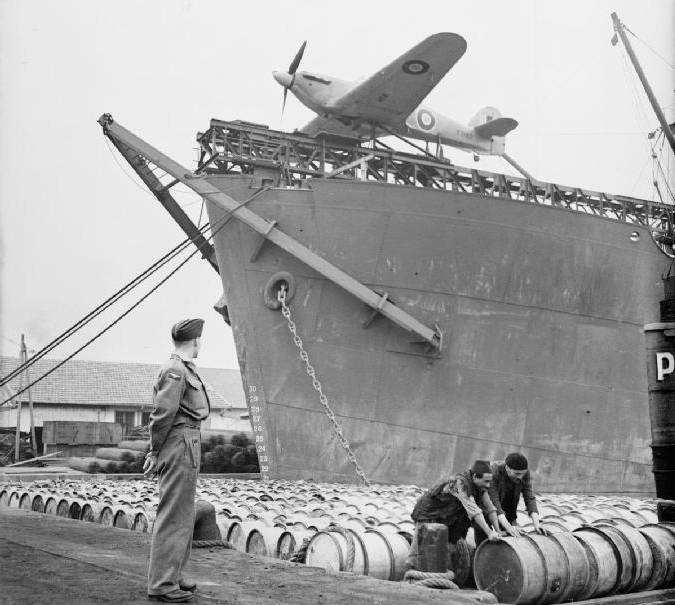
Mercantile con Catapulta Aerea

Come misura di emergenza, prima che un numero sufficiente di mercantili portaerei fossero disponibili, i britannici utilizzarono navi mercantili con catapulta aerea per fornire supporto aereo ai convogli. Le navi CAM erano vascelli equipaggiati con un aereo, solitamente un usurato Hawker Hurricane che decollava assistito da una catapulta. Una volta lanciato l'aereo non poteva riatterrare sul ponte e doveva ammarare se non era ad una distanza sufficiente da terra. Nel giro di due anni meno di 10 lanci vennero effettuati, ottenendo comunque un limitato successo: 6 bombardieri contro la perdita di un singolo pilota.

### Navi MAC

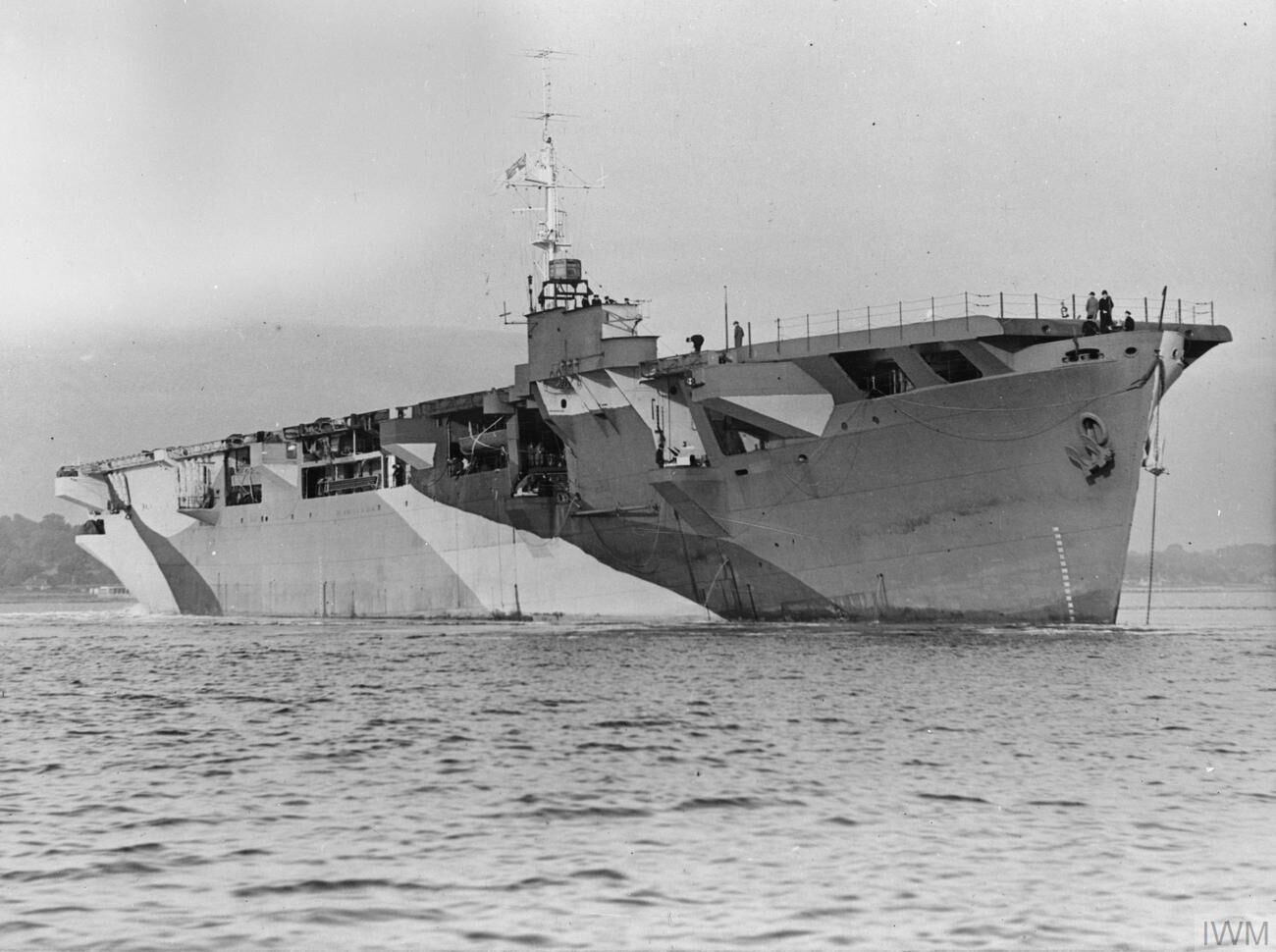
Mercantile Portaerei

Per proteggere i convogli atlantici i britannici utilizzarono le navi mercantili portaerei, navi mercantili equipaggiate con un ponte piatto di decollo per una mezza dozzina di aerei. Operarono con equipaggi civili, battendo bandiera mercantile e trasportando un carico normale, oltre a fornire supporto aereo al convoglio. Poiché erano prive di ascensore e hangar le operazioni di manutenzione erano limitate e gli aerei dovevano trascorrere tutto il viaggio esposti sul ponte.

### Portaerei di scorta

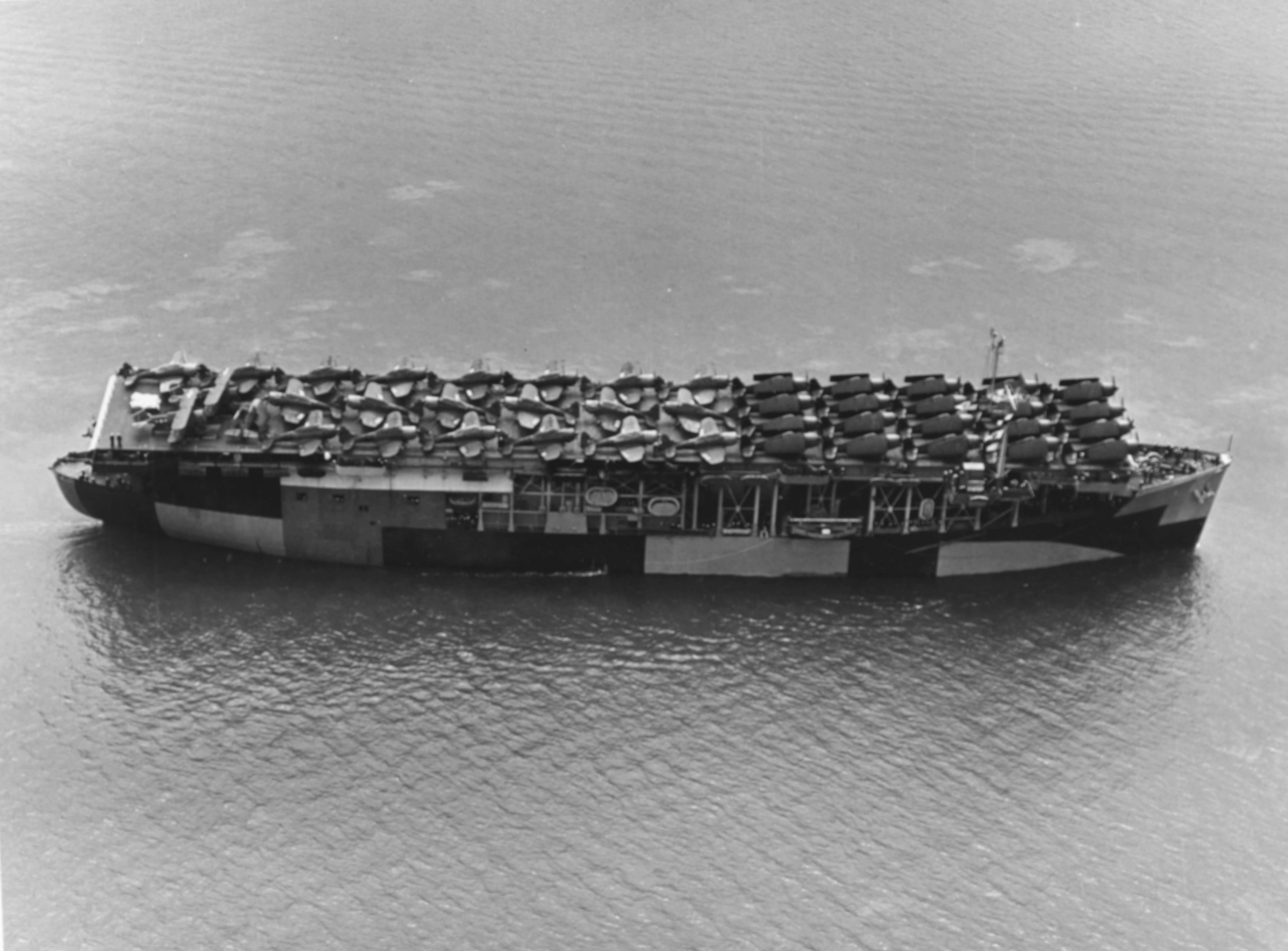
Portaerei di scorta

L'equivalente americano delle navi MAC, furono le portaerei di scorta. Circa un terzo delle dimensioni di una portaerei di flotta, con la capacità di trasportare circa due dozzine di caccia per missioni antisommergibile. Oltre un centinaio vennero costruite o ricavate da navi mercantili convertite.
Le portaerei scorta vennero costruite negli Stati Uniti secondo due modelli di scafo: uno a partire da una nave mercantile e l'altro da una lievemente più veloce nave cisterna. Oltre a difendere convogli furono usate per trasportare aerei attraverso l'oceano. Nonostante ciò alcune parteciparono all'attacco contro le Filippine, principalmente la battaglia del golfo di Leyte nella quale sei portaerei scorta ed i cacciatorpediniere che le accompagnavano bluffarono attaccando brevemente cinque corazzate giapponesi e forzandole a ritirarsi.

### Portaerei leggere

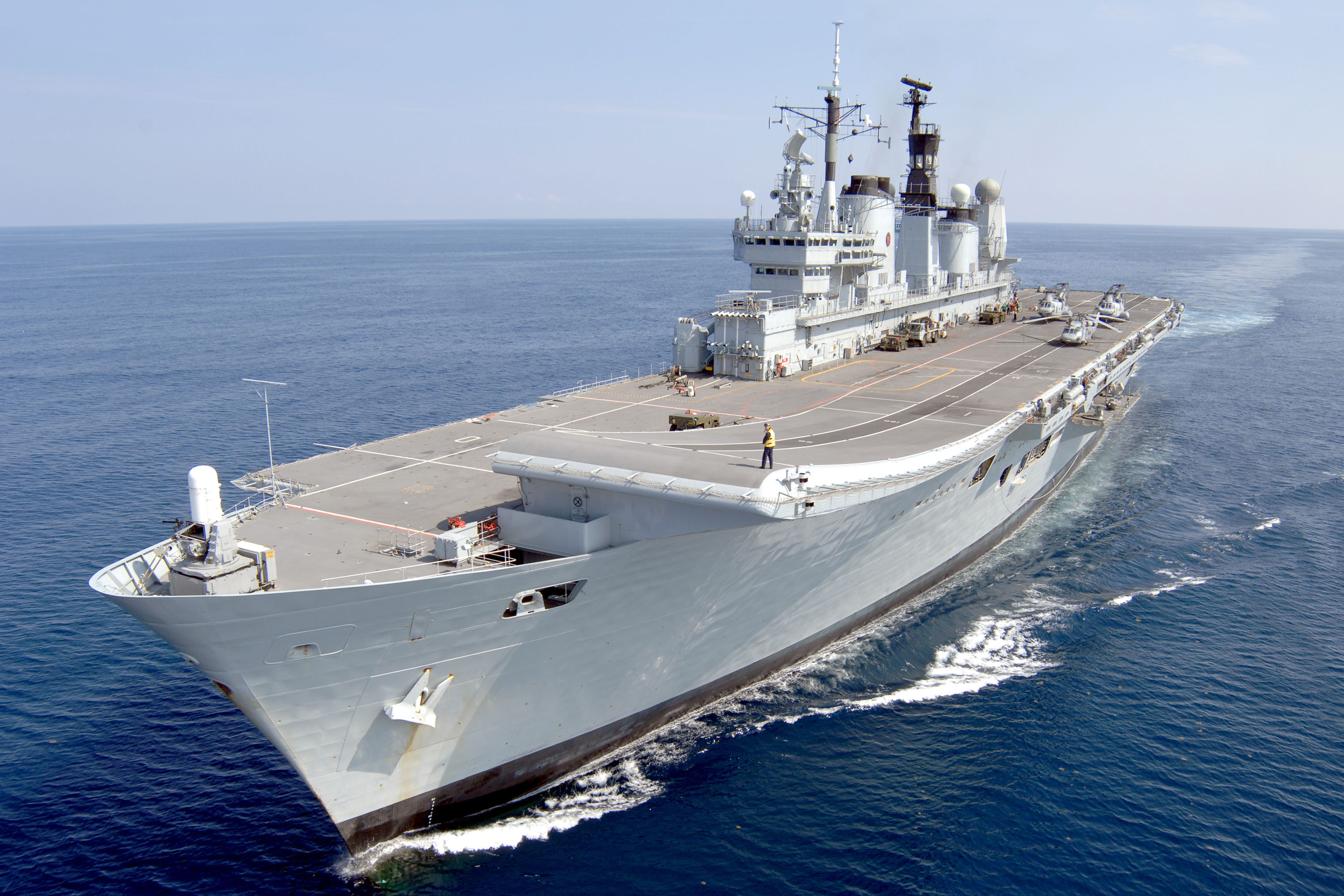
Portaerei leggera

La perdita in rapida successione nella guerra del Pacifico di tre delle principali portaerei spinse la US Navy a sviluppare le portaerei leggere a partire da scafi di incrociatori leggeri già in corso di costruzione. Queste erano destinate ad aggiungere squadriglie di caccia ad una task force e vennero usate dalla US Navy solo durante la seconda guerra mondiale. La Royal Navy inglese realizzò un modello simile che utilizzò anche dopo la seconda guerra mondiale (così come altre nazioni del Commonwealth).

### Portaerei antisommergibile

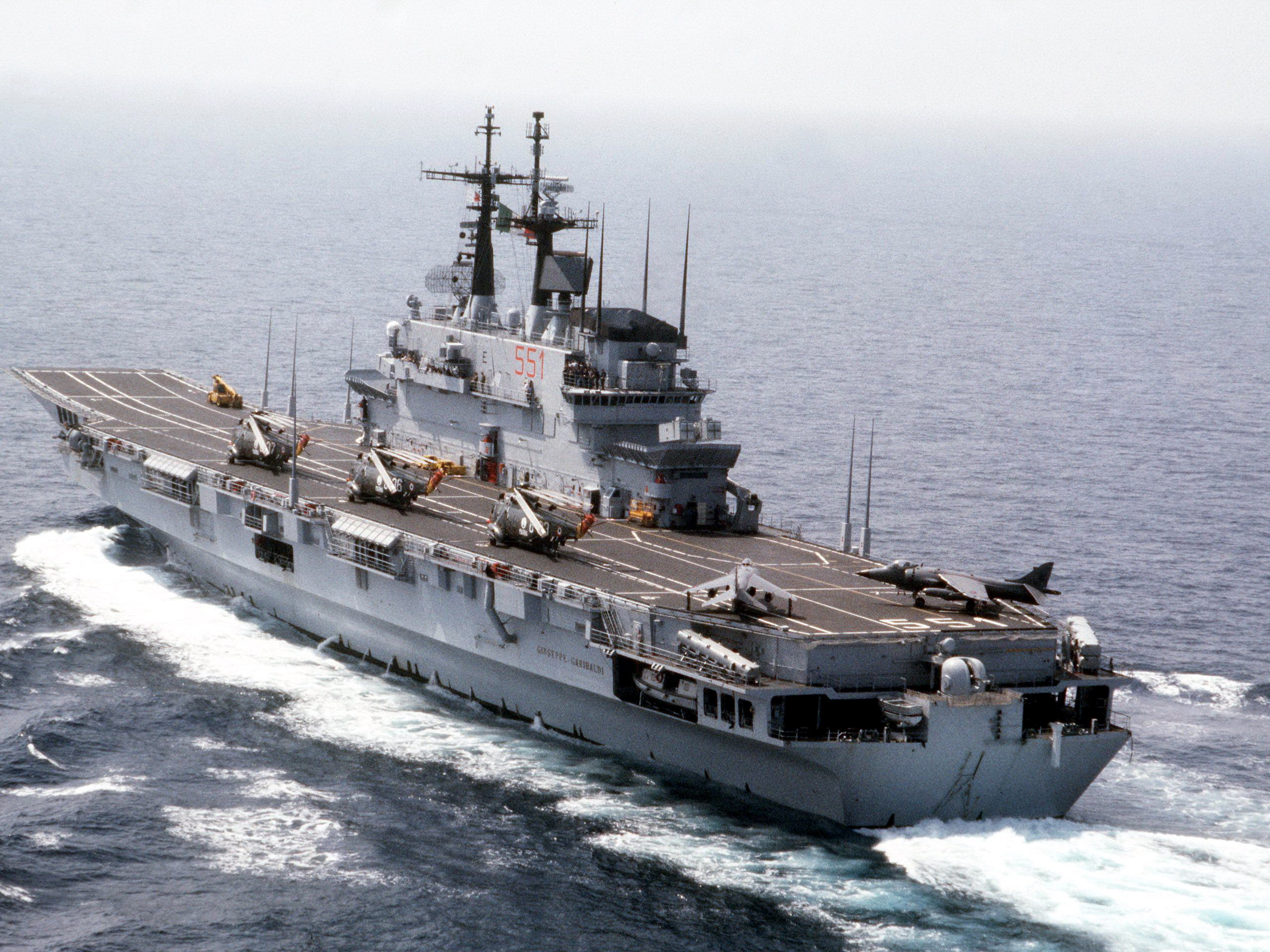
Portaerei antisommergibile

Una portaerei antisommergibile è un tipo di piccola portaerei il cui ruolo principale è quello di cacciare e distruggere i sottomarini. Questo tipo di nave nasce durante la guerra fredda come uno sviluppo delle portaerei di scorta utilizzate nel ruolo ASW nel Nord Atlantico durante la seconda guerra mondiale. La loro classificazione è CVS. Alcuni esempi sono le portaerei della classe Essex e della classe Invincible, la Giuseppe Garibaldi (551) e la Príncipe de Asturias (R-11).

### Portaerei e portaeromobili

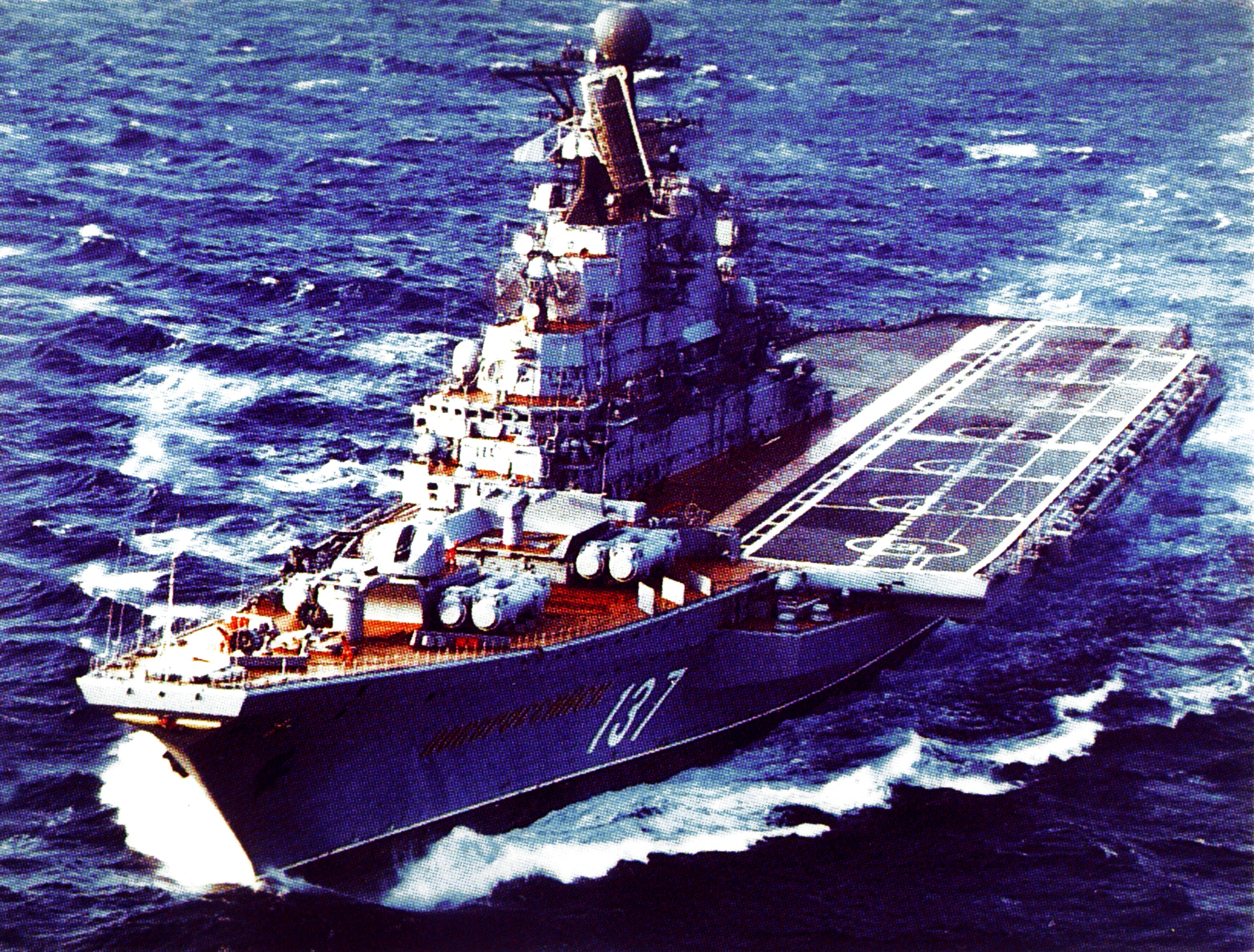
Portaeromobili

Una portaeromobili è una unità navale militare destinata al trasporto, al lancio ed al recupero di aeromobili. Il termine portaeromobili è traducibile in francese con porte-aéronefs, mantenendo quindi una distinzione da portaerei che viene tradotto con porte-avions; in inglese si usa in entrambi i casi il termine aircraft carrier.
Si possono distinguere diverse tipologie di portaerei dal punto di vista della dimensione: le più grandi sono denominate superportaerei, quelle di dimensione tipica portaerei, e quelle più piccole con diverse denominazioni (alcune obsolete) portaerei leggera, portaerei di scorta, portaerei antisommergibile.

## Portaerei

### Portaerei in servizio
Otto nazioni mantengono in servizio 19 portaerei al 2019, con gli Stati Uniti d'America in possesso di un numero di portaerei (10) superiore alla somma di tutti gli altri paesi cioè Regno Unito, Francia, Russia, Cina, Brasile, Italia, India. Altre nazioni, pur avendo un'aviazione di marina dotata di aeromobili ad ala fissa non sono dotate di portaerei, ad esempio l'Argentina e la Spagna (che in passato però ne erano dotate). Anche l'Australia, il Canada, il Giappone e i Paesi Bassi in passato erano dotate di portaerei. Attualmente queste (e molte altre marine) sono dotate di navi d'assalto anfibio capaci di imbarcare elicotteri e, potenzialmente, aerei STOVL. La Thailandia possiede la portaeromobili HTMS Chakri Naruebet, ma dal 2006 non è più dotata di aerei.
Portaerei in servizio (2024):
- HTMS Chakri Naruebet
- Liaoning
- Shandong
- Charles de Gaulle (R 91)
- INS Vikramaditya
- Classe Vikrant
- Cavour (C 550)
- Classe  Nimitz (10)
- Admiral Kuznecov

Galleria delle portaerei in servizio al 2024
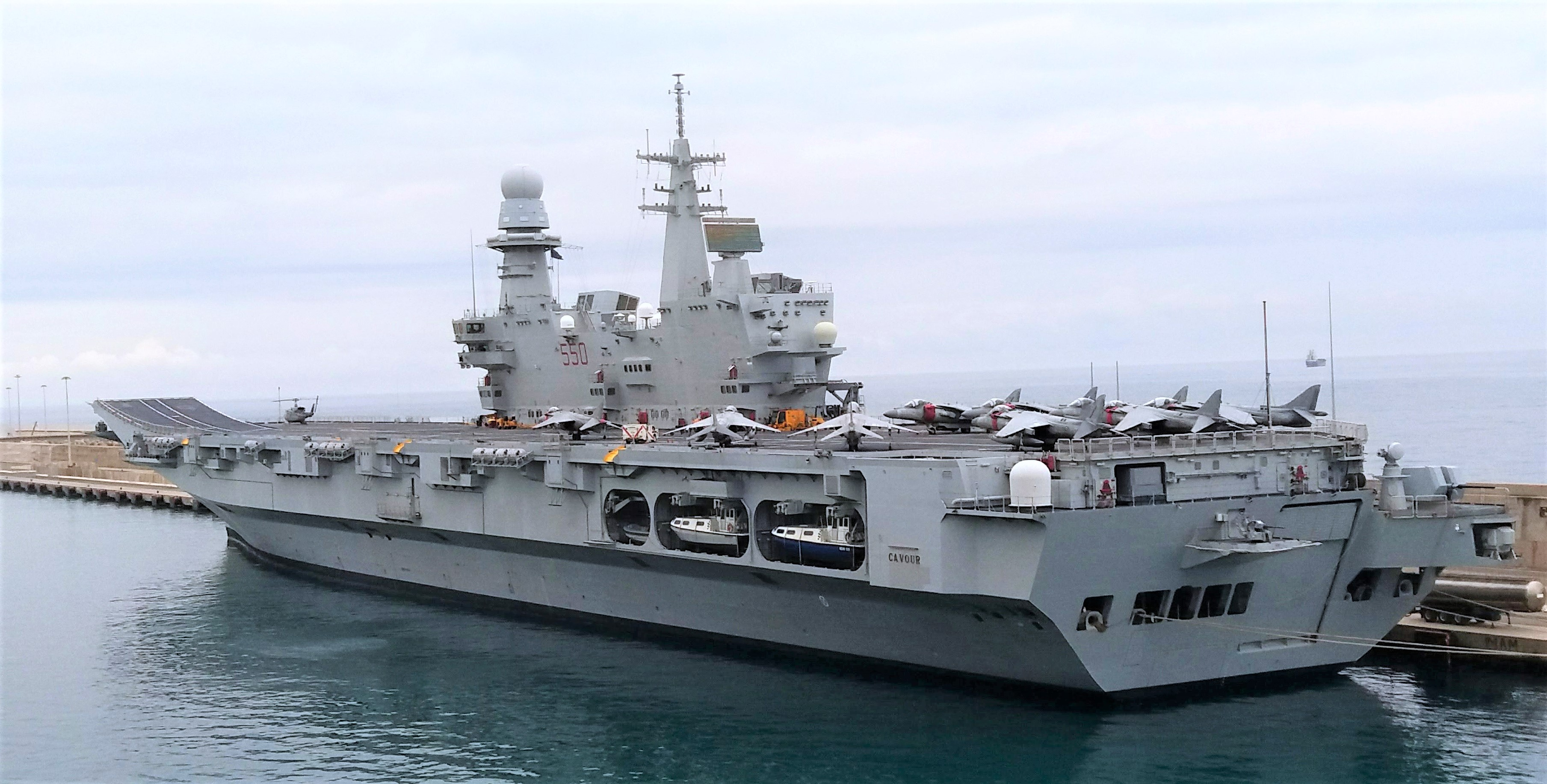
Cavour
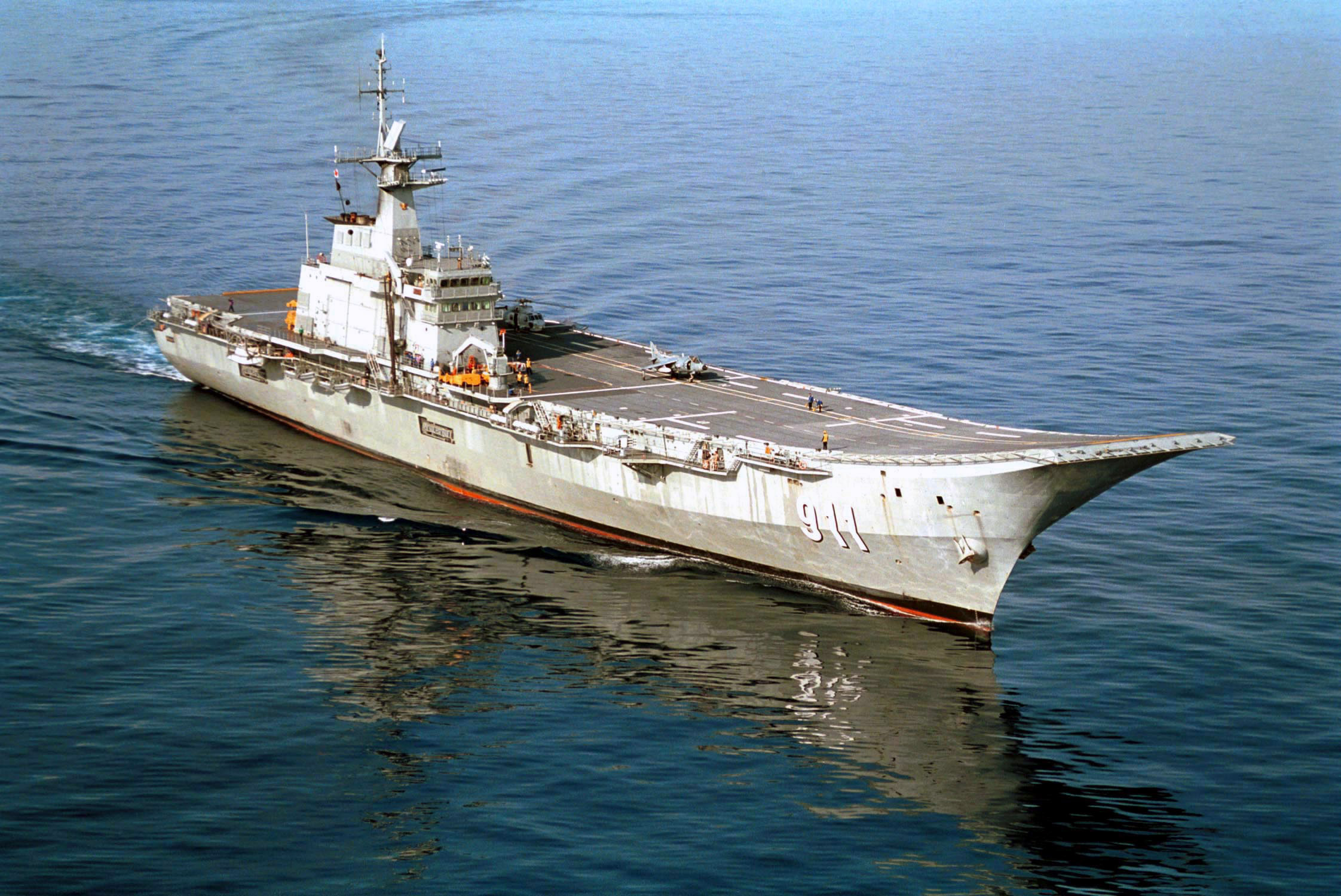
HTMS Chakri Naruebet
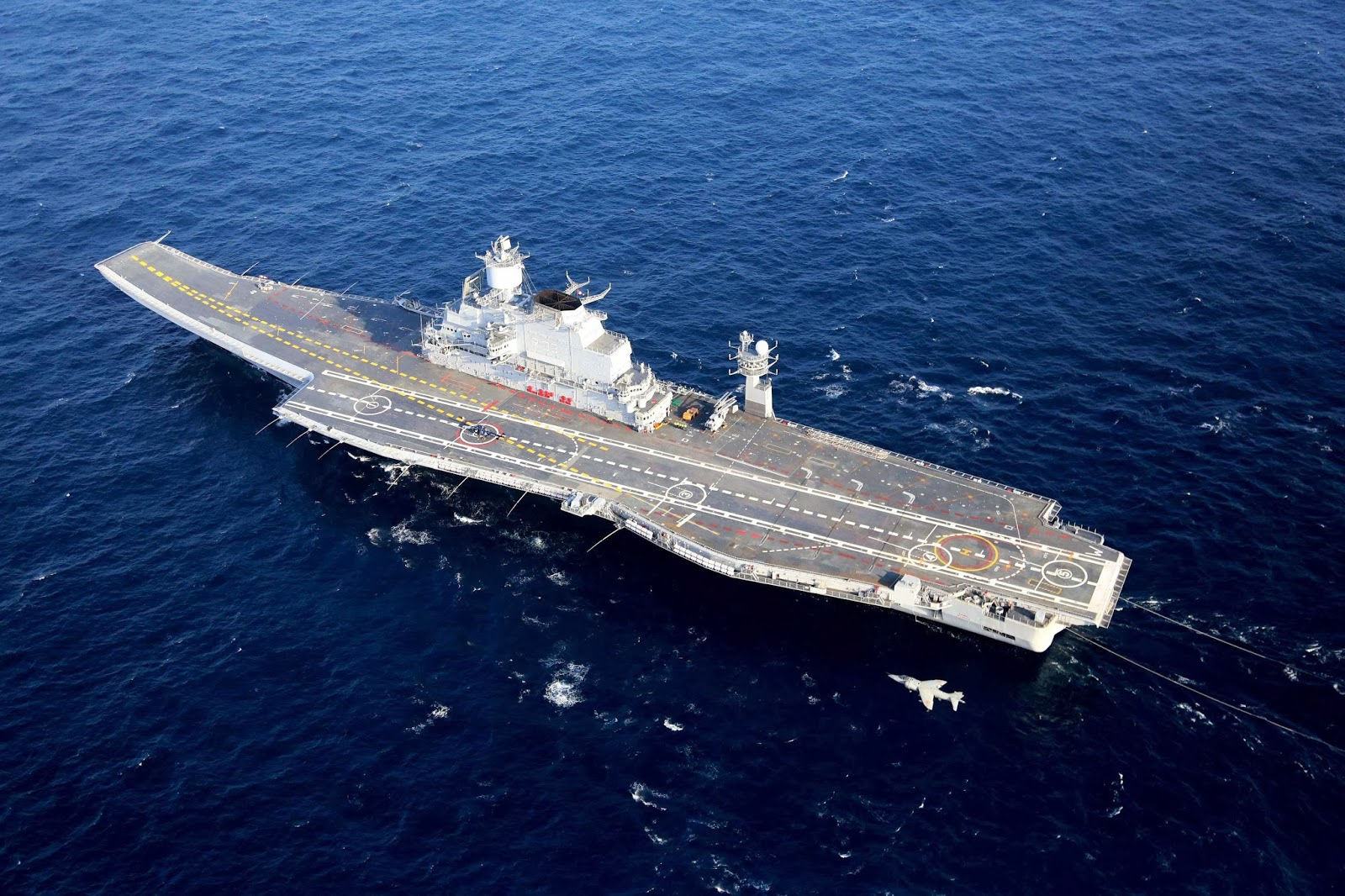
INS Vikramaditya
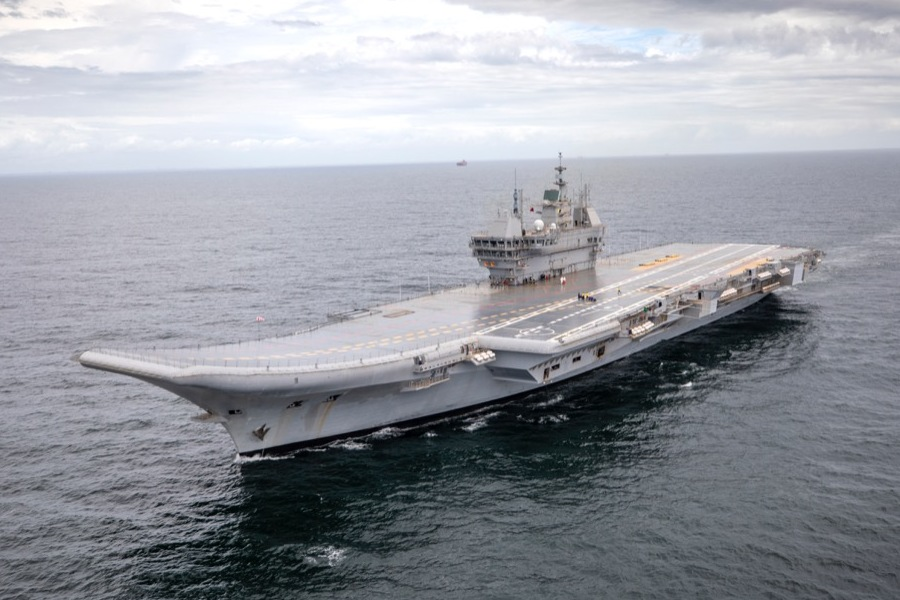
INS Vikrant
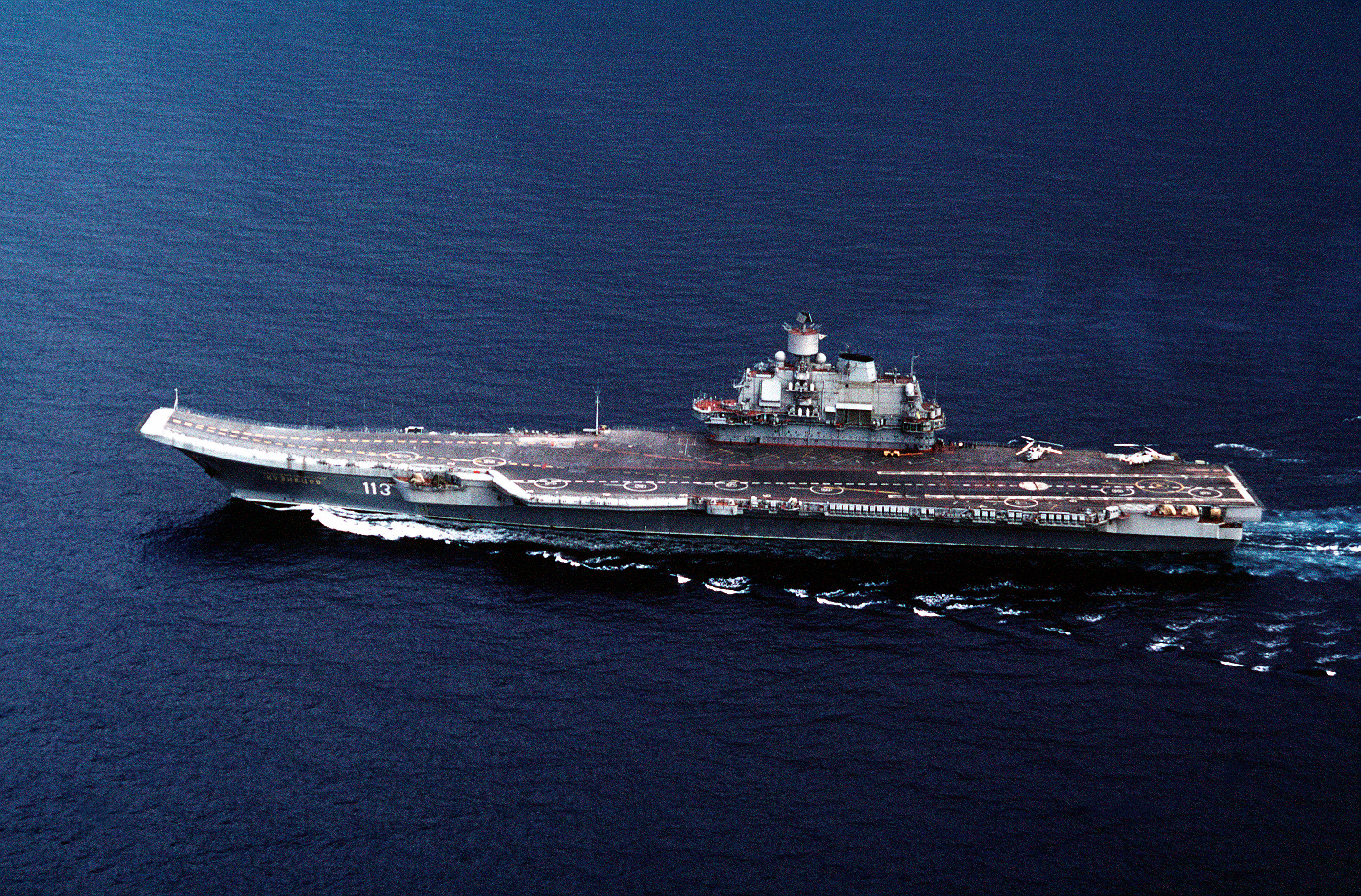
Admiral Kuznecov
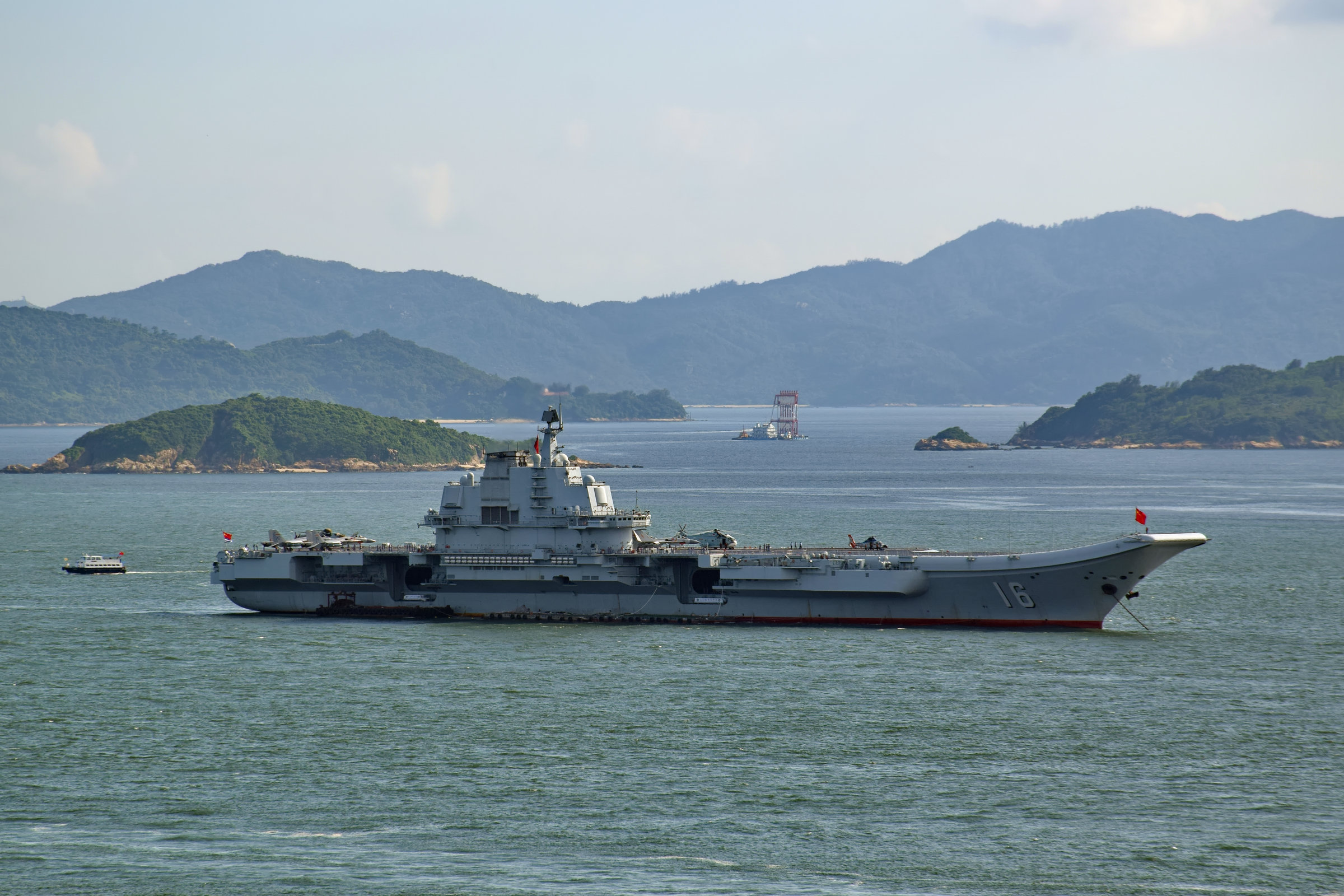
Liaoning
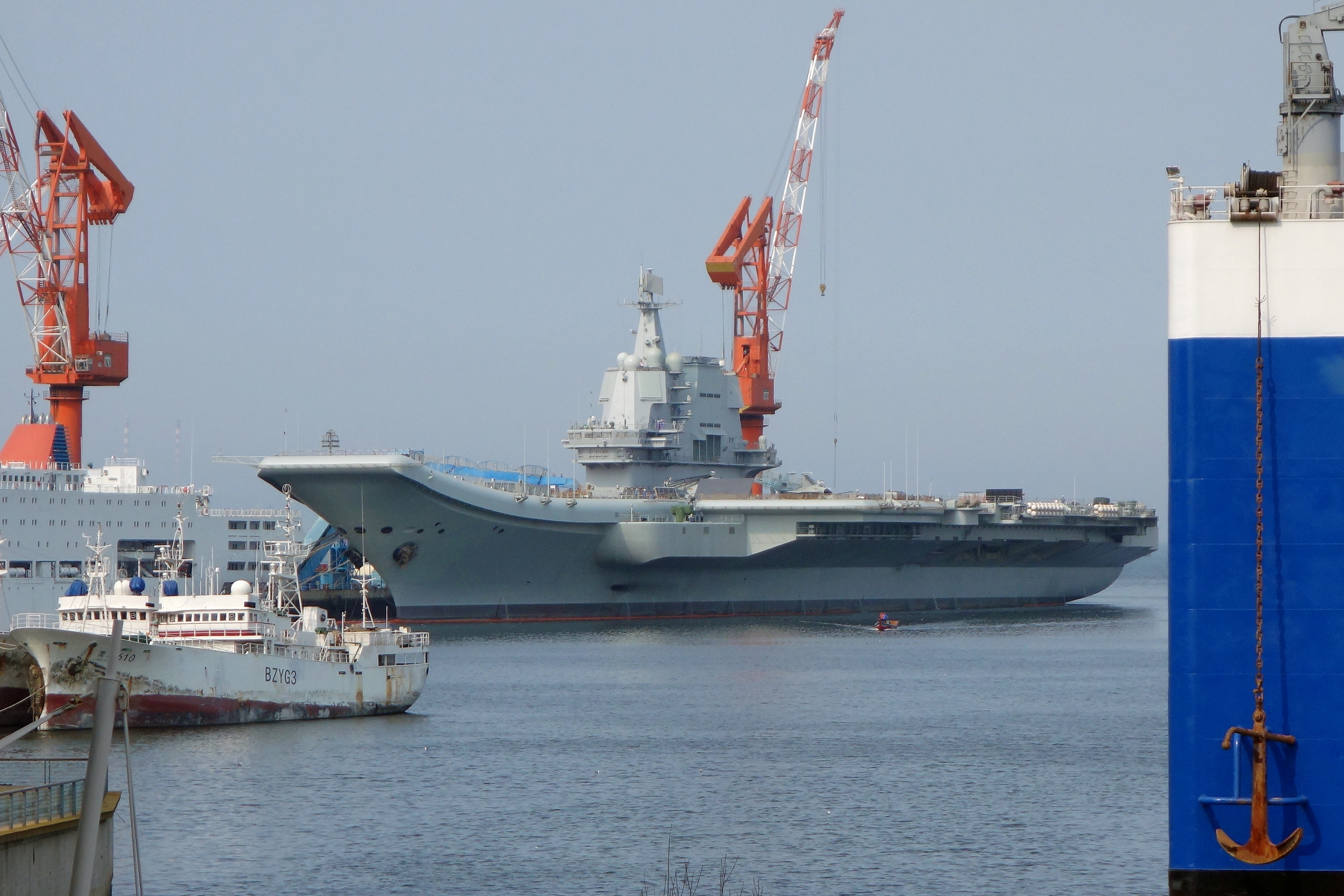
Shandong
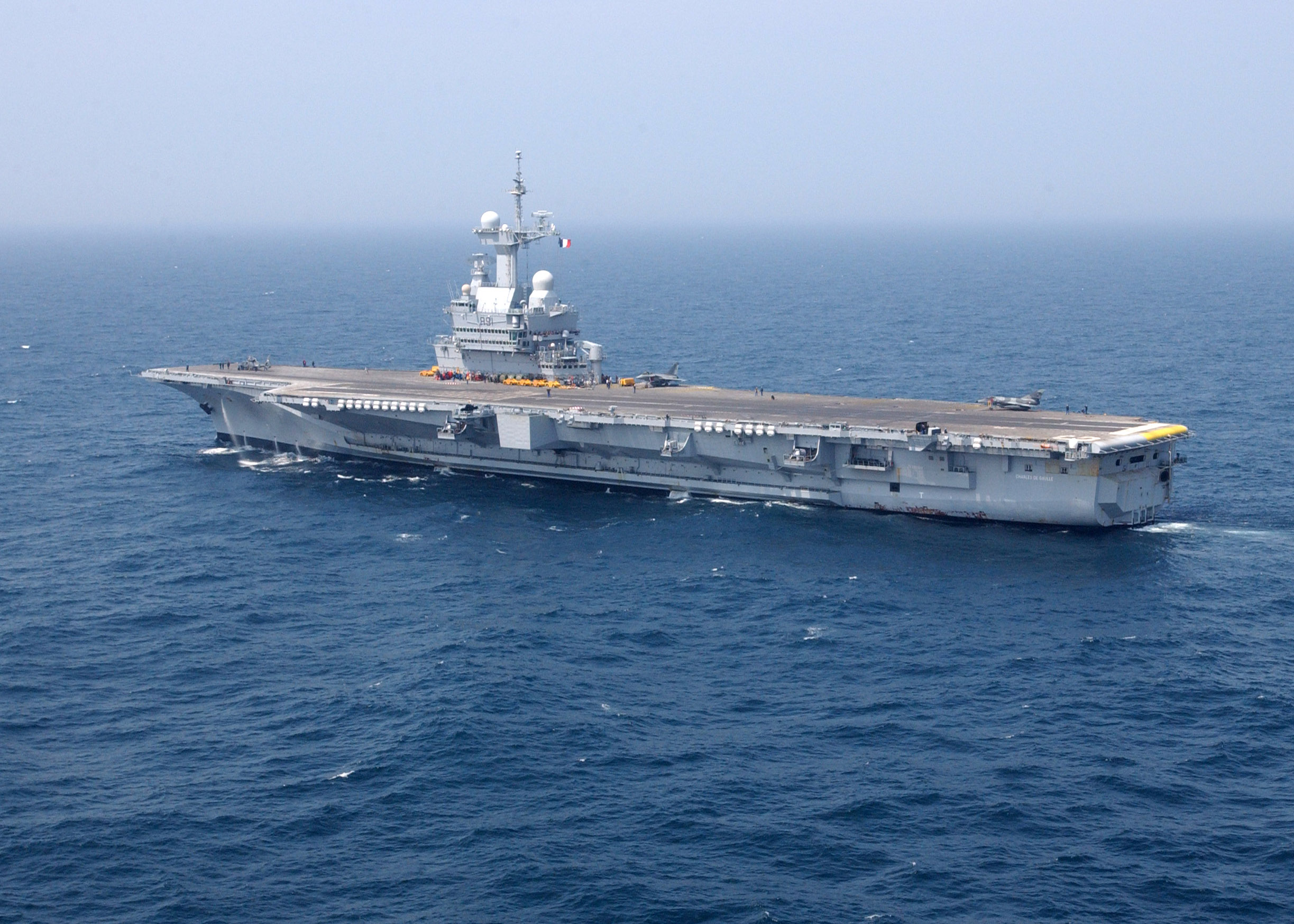
Charles de Gaulle
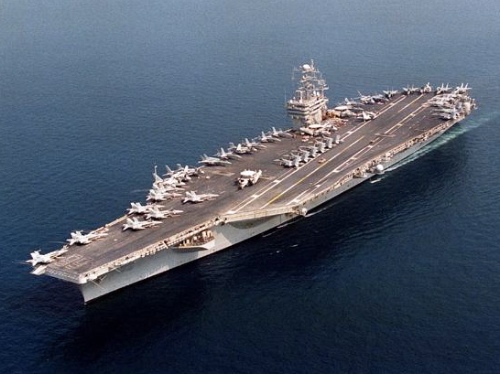
Nimitz
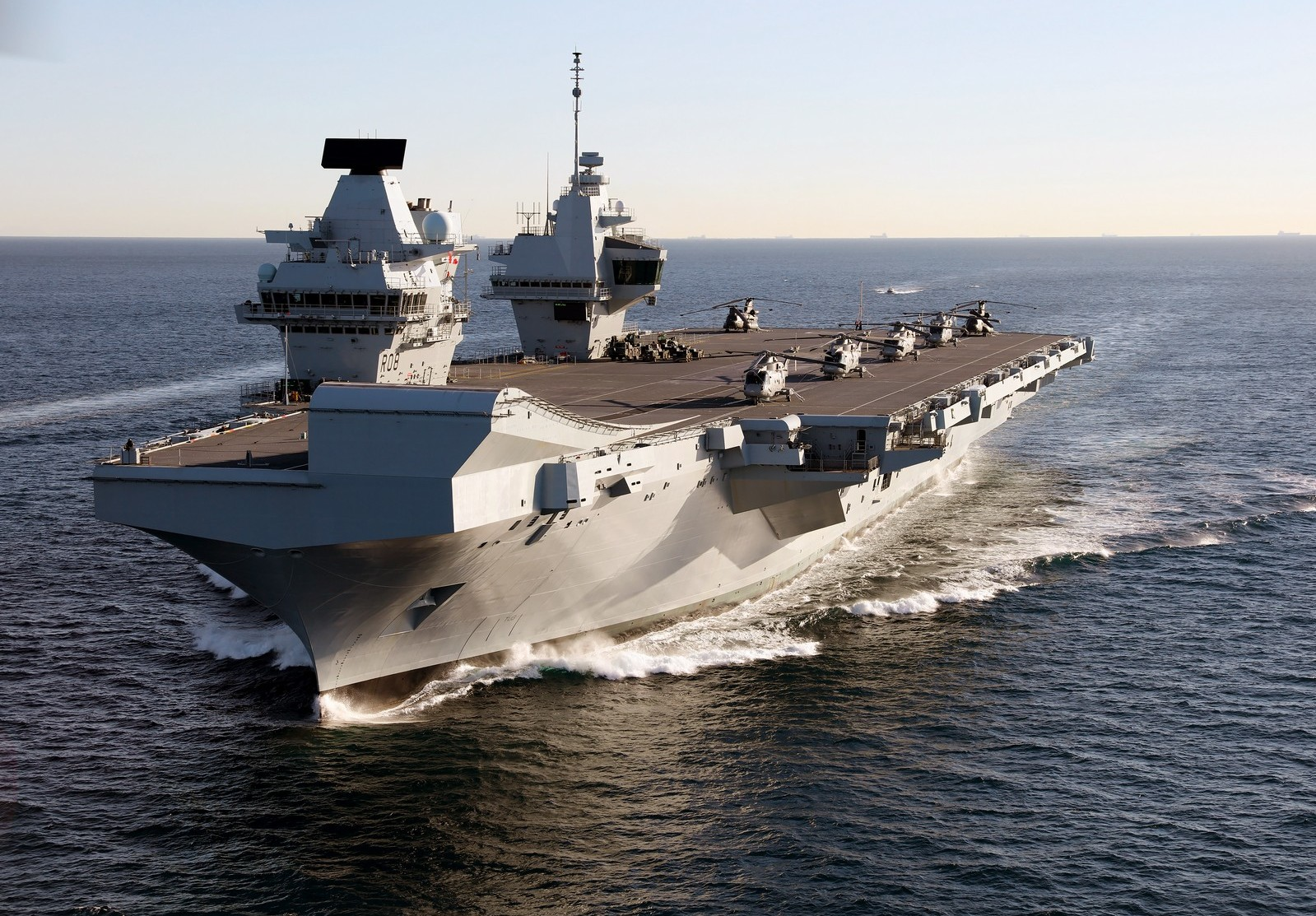
HMS Queen Elizabeth

### Portaerei recenti

#### Italia

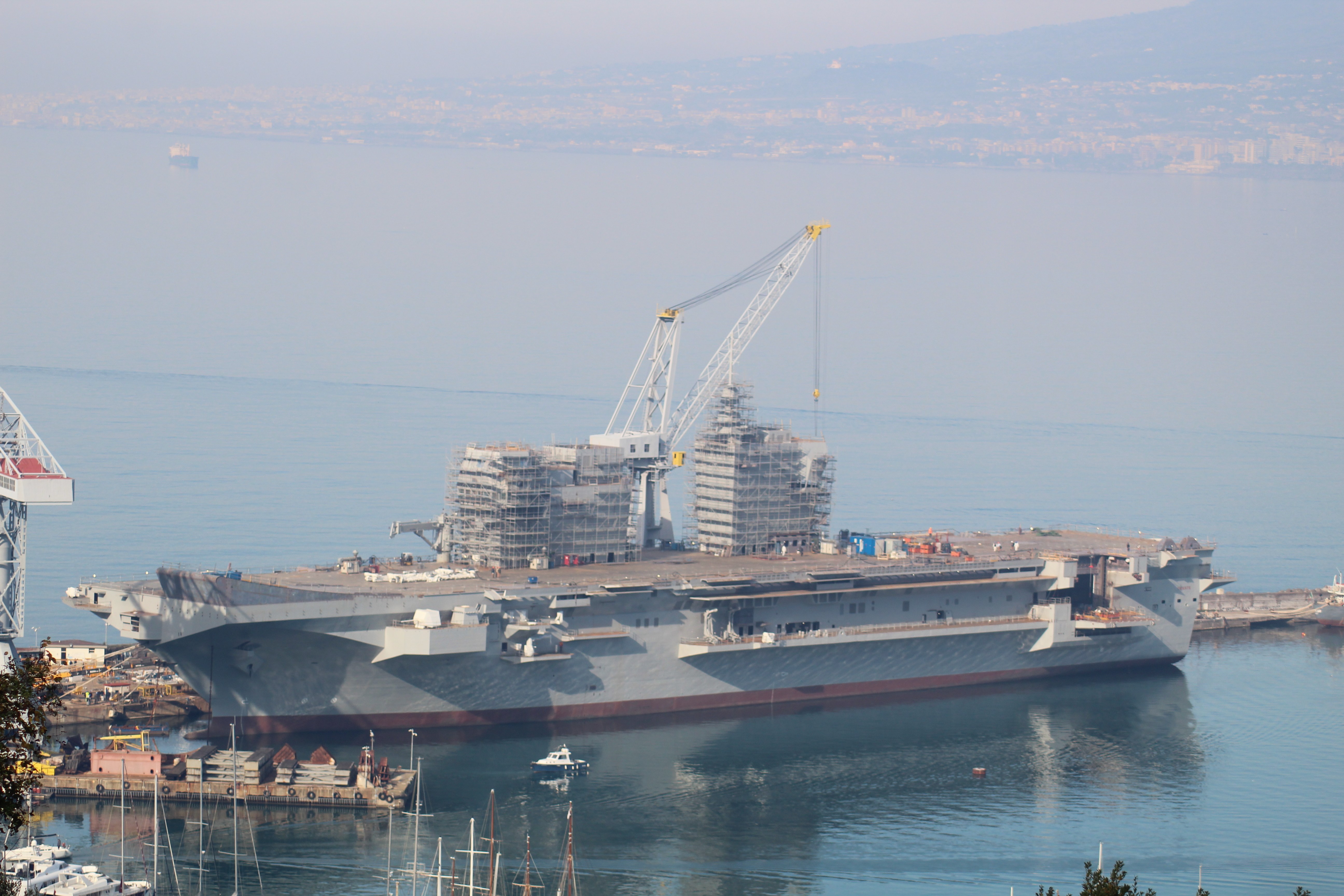
La LHD Trieste

Dall'unità d'Italia all'alba nel terzo millennio, "le forze armate non avevano mai avuto una portaerei. In passato, durante il fascismo soprattutto, era stata l'opposizione dell'Aeronautica (...) a impedire che la Regia Marina sviluppasse una capacità aerea autonoma. Del resto, lo stesso Mussolini nel 1934 aveva dichiarato, all'inaugurazione del Palazzo del Governo a Taranto: “noi non abbiamo bisogno di portaerei perché Taranto è già una portaerei naturale”. Solo a fine 1941 iniziò la costruzione della prima portaerei italiana, l'Aquila, che non farà però in tempo ad entrare in servizio, dato l'armistizio del 1943. In contemporanea, venne ordinata una seconda portaerei, lo Sparviero, anch'esso non completato a causa delle vicende armistiziali.
La Marina militare italiana, dopo l'entrata in servizio nel 2009 della portaerei STOVL Cavour, che ha sostituito nel ruolo di nave ammiraglia il Garibaldi (ora sostituita dal il Trieste, nave d'assalto anfibio LHD con capacità aerea). Il Cavour è entrato in servizio dopo alcuni ritardi dovuti a diverse migliorie applicate al progetto originale; è a propulsione convenzionale (non nucleare) con un dislocamento di 30.000 tonnellate. Grazie al trampolino di lancio inclinato di 12° è in grado di imbarcare una componente aerea, sia ad ala rotante che fissa, composta da elicotteri medi EH-101 e dai F-35 Lightning II del cui progetto l'Italia è partner di 2º livello. Si stima che il costo del Cavour sia stato di un totale di 1390 milioni di euro.

#### Repubblica Popolare Cinese
Due portaerei in servizio: la Shandong, più recente, e la Liaoning.
Nel dicembre 2008 il maggiore generale Qian Lihua del Ministero cinese della Difesa Nazionale, aveva accennato che la Marina cinese stava cercando di acquisire una portaerei, sebbene la mossa avrebbe potuto alimentare le tensioni con gli Stati Uniti e i suoi alleati in Asia. In un'intervista pubblicata sul Financial Times di Londra, il Maggiore Generale Qian non aveva esplicitamente dichiarato che la Cina aveva deciso di costruire una portaerei, ma aveva affermato che la Cina ha tutto il diritto di possederne. La Marina di qualsiasi grande superpotenza sogna di avere una o più portaerei. Egli aveva detto nel colloquio che il fatto di averne almeno una è difatti il sogno di ogni grande potenza militare. Aveva anticipato altresì che il destino delle eventuali nuove portaerei saranno strettamente per scopi difensivi: il generale ha sottolineato che la Cina non intende avere delle portaerei con intenti aggressivi.

#### India
Nel 2004 l'India ha comprato la portaerei sovietica Admiral Gorshkov ex Baku (classe Kiev) dalla Russia al costo di 1,5 miliardi di dollari; ci si aspettava che si sarebbe unita all'Indian Navy nel 2008, una volta revisionata. L'ingresso in servizio, inizialmente previsto per la fine del 2012 con il nome di INS Vikramaditya, fu in seguito ritardato a novembre 2013 da problemi tecnici verificatisi durante le prove a mare. La portaerei, dotata del sistema STOBAR, sarà equipaggiata con MiG 29K Fulcrum, BAE Sea Harrier e HAL Tejas navalizzati.

#### Regno Unito

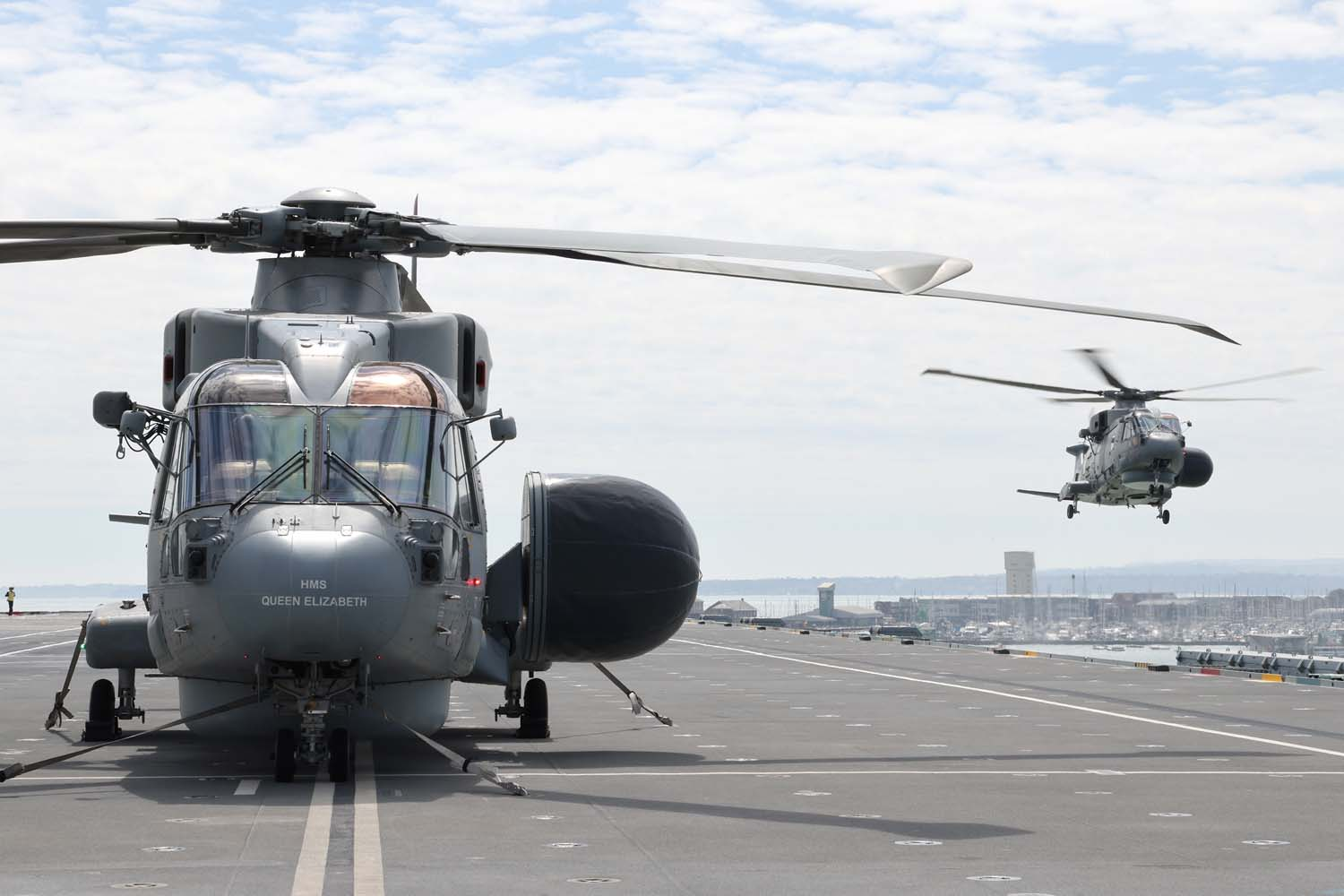
La Merlin HM2 AEW sul ponte di volo

Per rimpiazzare le tre unità classe Invincible la Royal Navy si è dotata di due portaerei della classe Queen Elizabeth nell’ambito del programma Carrier Vessel Future (CVF) chiamandole Queen Elizabeth e Prince of Wales.
Con un dislocamento di circa 60-65.000 tonnellate, possono trasportare una forza di circa 50 aerei. La loro entrata in servizio è avvenuta rispettivamente nel 2017 e nel 2019. Imbarcano principalmente F-35 Joint Strike Fighter e hanno un equipaggio di circa 1.000 unità. Le due navi formano il nucleo della Royal Navy e sono le più grandi navi da guerra mai costruite per essa. Sono progettate in modo adattabile per permettere la massima flessibilità operativa e realizzate in configurazione STOVL con trampolino, così come previsto originariamente. Questo in seguito a valutazioni del governo inglese durante le quali era stato ipotizzato di dotarle di un ponte più ampio e lungo, in modo da trasformarle in portaerei CATOBAR (con catapulta), per potervi far appontare gli F-35 di tipo C.

#### Spagna

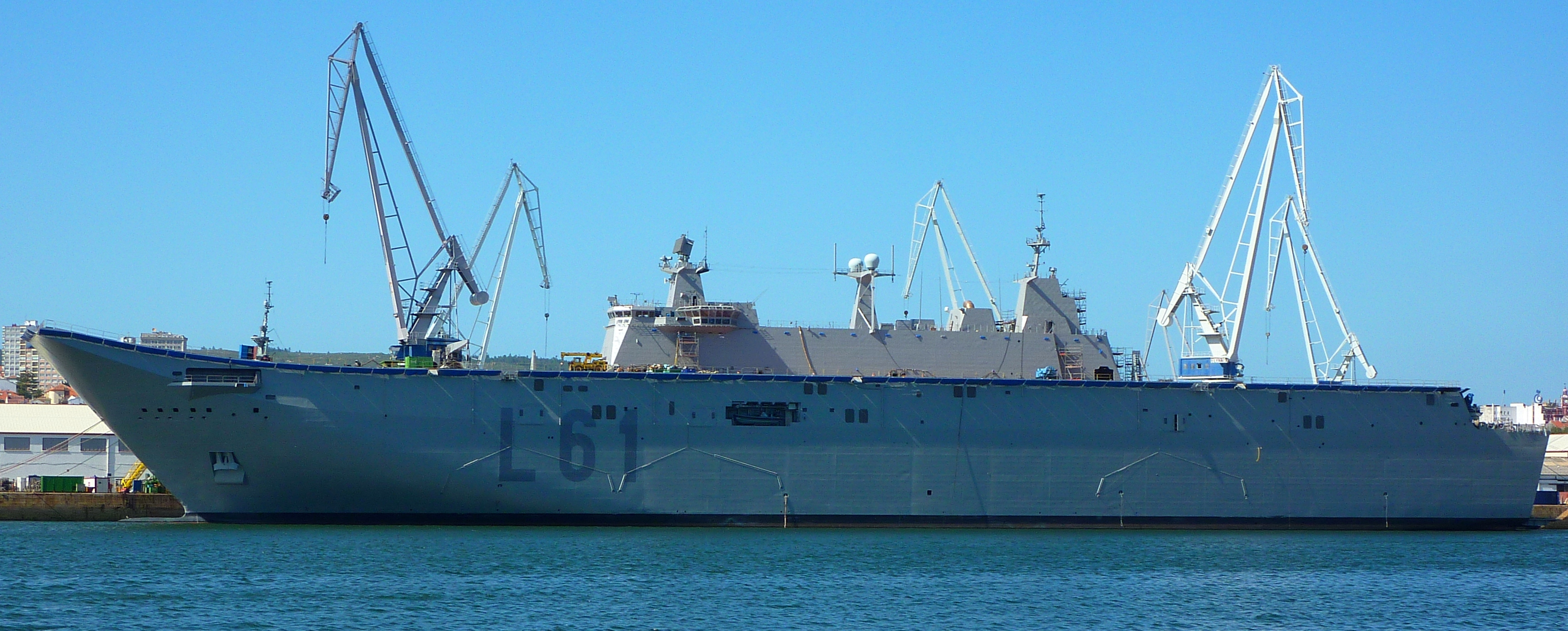
La Juan Carlos I (L-61)

Il progetto per la portaerei convenzionale (non nucleare) del dislocamento di 27.079 tonnellate, lunga 231 metri, denominata Buque de Proyección Estratégica ("vascello di proiezione strategica") Juan Carlos I (L-61) per l'Armada Española è stato approvato nel 2003 e la sua costruzione è cominciata nell'agosto 2005, nei cantieri navali statali di Navantia. La Buque de Proyección Estratégica è un vascello progettato per operare sia come nave d'assalto anfibio (LHD), sia come portaerei V/STOL, a seconda della missione. Il progetto è stato realizzato tenendo conto dei conflitti a bassa intensità nelle quali si prevede che saranno coinvolte le FF.AA. spagnole nel futuro. A rigore, infatti, la BPE deve essere considerata principalmente una nave d'assalto anfibio (da cui la L del pennant number), la quale all'occorrenza in determinati casi può anche fungere da portaerei leggera. Quando configurata per operare come portaerei STOVL potrà imbarcare Matador AV-8B+ e F-35 Lightning II. La nave è equipaggiata con uno sky-jump ed un sistema di combattimento equipaggiato con un radar tridimensionale, e sarà la seconda portaerei della marina spagnola dopo la Principe de Asturias (R11). È stata costruita seguendo standard commerciali, più economici di quelli militari.

### Portaerei future
Diverse nazioni dotate di portaerei hanno in corso il progetto di nuove classi per rimpiazzare quelle correnti.

#### Repubblica Popolare Cinese
Nel giugno 2005 è stato riportato da boxun.com che la Cina avrebbe investito 362 milioni di dollari nella costruzione di una portaerei del dislocamento di 78.000 tonnellate, da costruirsi nei cantieri Jiangnan in Shanghai. La notizia è stata ufficialmente negata dall'ufficiale alla Difesa cinese Zhang Guangqin. La Shandong (Type-001A) è una portaerei STOBAR, nonché la prima portaerei in assoluto costruita dalla Cina. È stata varata il 26 aprile 2017 e rappresenta una rielaborazione della Liaoning (Type-001) ma con una serie di modifiche migliorative rispetto soprattutto agli spazi destinati al personale e agli aeromobili imbarcati.

#### Francia

La PA 2

La Marine nationale francese ha in progetto la costruzione di una seconda portaerei, la PA 2, in aggiunta alla Charles de Gaulle. Il progetto prevede una portaerei molto più grande, della Charles de Gaulle di circa 70-75.000 tonnellate di dislocamento, ma alimentata da un motore convenzionale, non nucleare. Ci sono piani per uno sviluppo congiunto con la Royal Navy, mediante la collaborazione tra la BAE Systems ed il Thales Group intorno al programma Carrier Vessel Future (CVF). La PA 2 sarà lunga 283 metri e larga 73 metri, e potrà imbarcare una quarantina di velivoli, tra cui 32 Rafale M. Il progetto è stato di fatto "congelato" nel 2009.

#### India

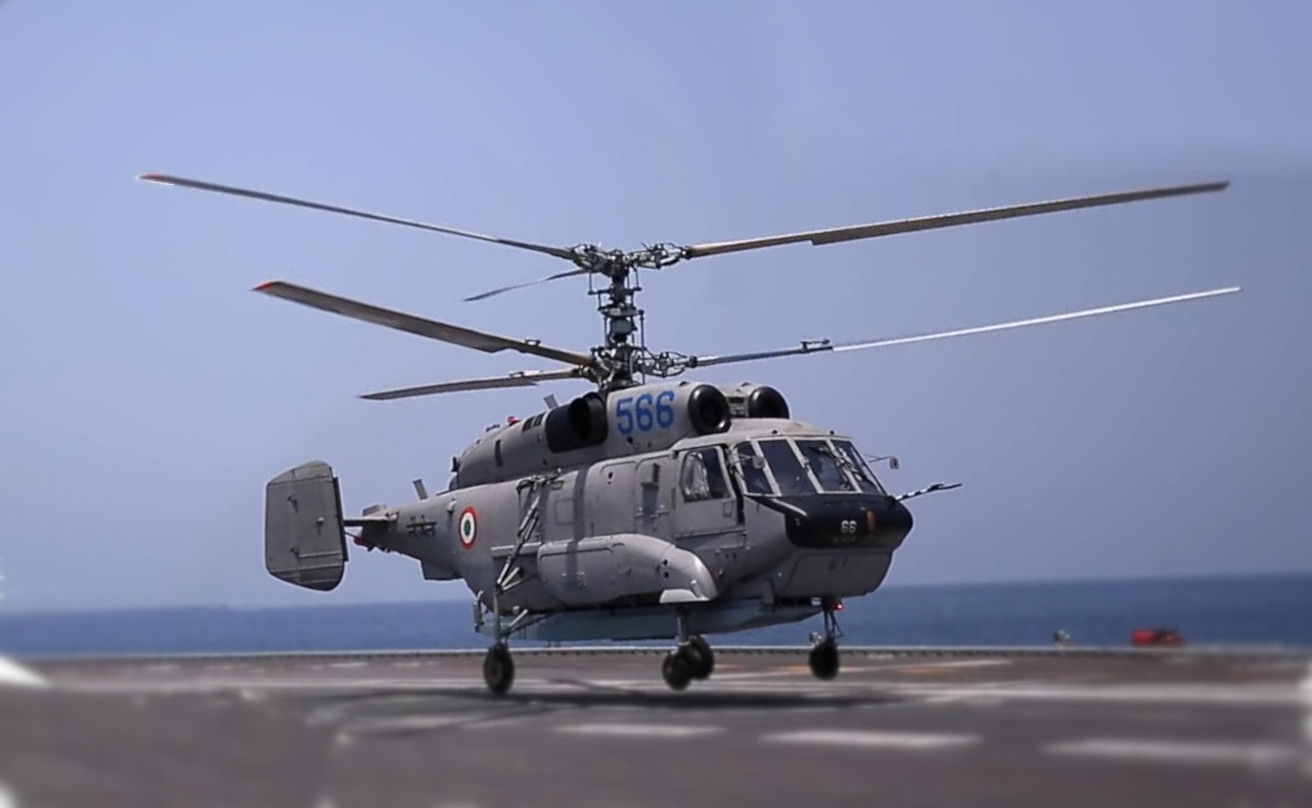
La Ka-31

L'India ha iniziato la costruzione di una portaerei da 40.000 tonnellate, lunga 262 metri nell'aprile 2005, la INS Vikrant (classe Vikrant). La nuova portaerei STOBAR costerà 762 milioni di dollari e sarà equipaggiata con aerei MiG 29K Fulcrum e HAL Tejas "navalizzati", oltre a elicotteri di costruzione russa ed indiana. La nave sarà alimentata da quattro motori a turbina ed una volta completata avrà un'autonomia di 14.000 km, porterà 160 ufficiali, 1.400 marinai e 30 aerei. Sarà realizzata in un arsenale navale statale nell'India meridionale ed è previsto che entrerà in servizio nel 2014.

Nel 2017, dovrebbe entrare in servizio anche una seconda unità della classe Vikrant, la INS Vishal; questa portaerei sarà di 65.000 tonnellate e dotata del sistema CATOBAR.

#### Russia
La Voenno Morskoj Flot possiede una sola portaerei in attività, l'Admiral Kuznecov. Nel 2005, era stato annunciato un programma per la realizzazione di 2 o 4 portaerei da iniziare nel 2013/14 con un ingresso in servizio previsto per il 2017. Nel 2008, Dmitrij Medvedev sosteneva la realizzazione di una portaerei nucleare nel successivo decennio. Nel 2011, il capo della Russia's United Shipbuilding Corporation (una società statale di costruzioni navali) annunciò che la società avrebbe iniziato a lavorare ad un design per una portaerei nel 2016, con l'obiettivo di iniziare la costruzione nel 2018 e l'operatività nel 2023. Alcuni mesi dopo il quotidiano russo Izvestija ha riportato il piano di costruzione navale, che include la costruzione di un nuovo cantiere navale in grado di costruire navi con scafo di grandi dimensioni, per costruire due portaerei a propulsione nucleare entro il 2027. Una portaerei dovrebbe essere assegnata alla Flotta del Nord a Murmansk e l'altra alla Flotta del Pacifico a Vladivostok. Una versione navalizzata del Sukhoi PAK FA dovrebbe costituire futuro il gruppo aereo imbarcato.

#### Stati Uniti d'America

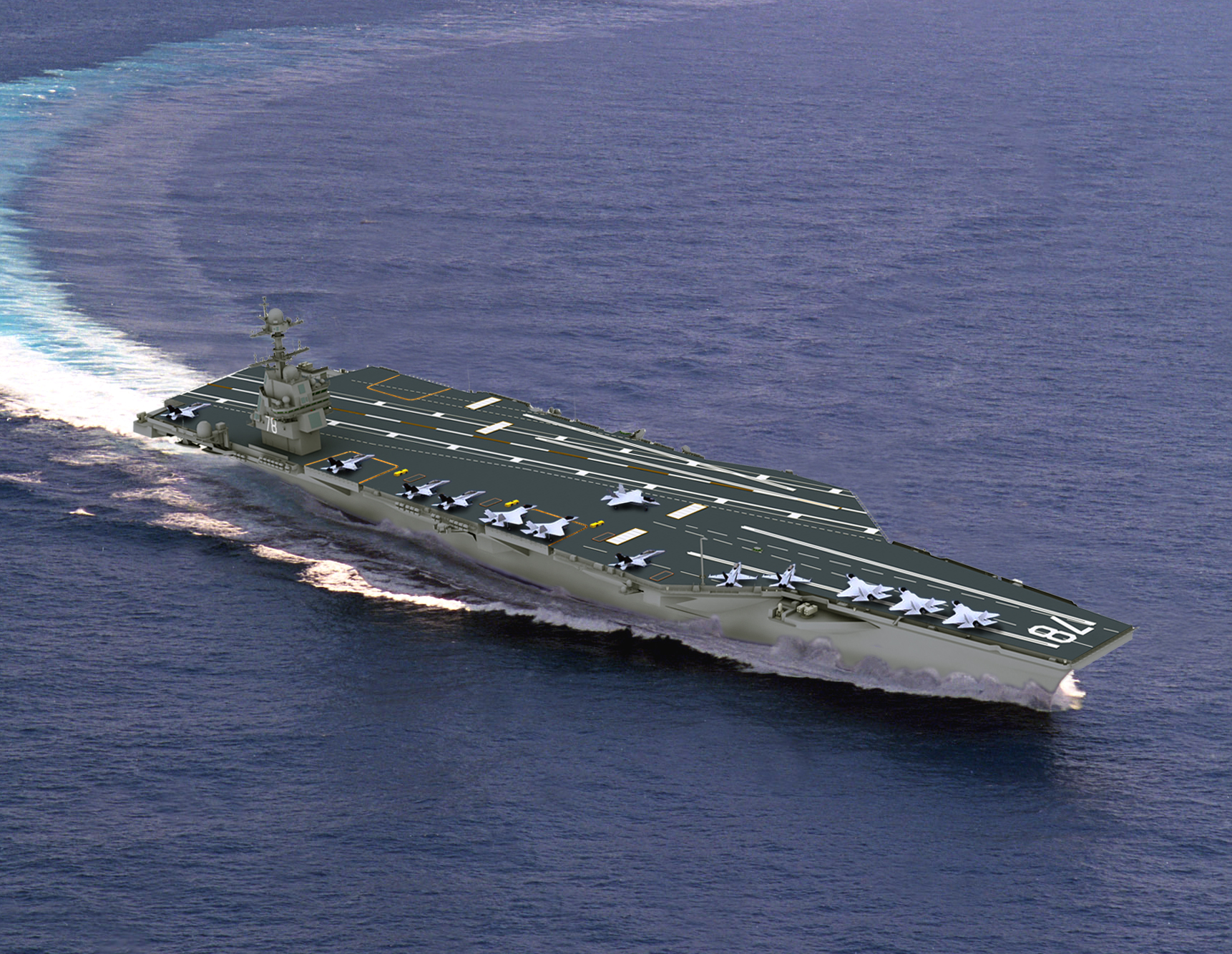
La USS Gerald R. Ford (CVN-78)

Le portaerei della classe Nimitz correntemente in servizio saranno seguite (ed in futuro rimpiazzate), dalle portaerei classe Gerald R. Ford.
Ci si aspetta che saranno più grandi ed in grado di operare più aerei degli attuali 80 della classe Nimitz e saranno anche progettate per una minore tracciabilità da parte dei radar.

#### Turchia

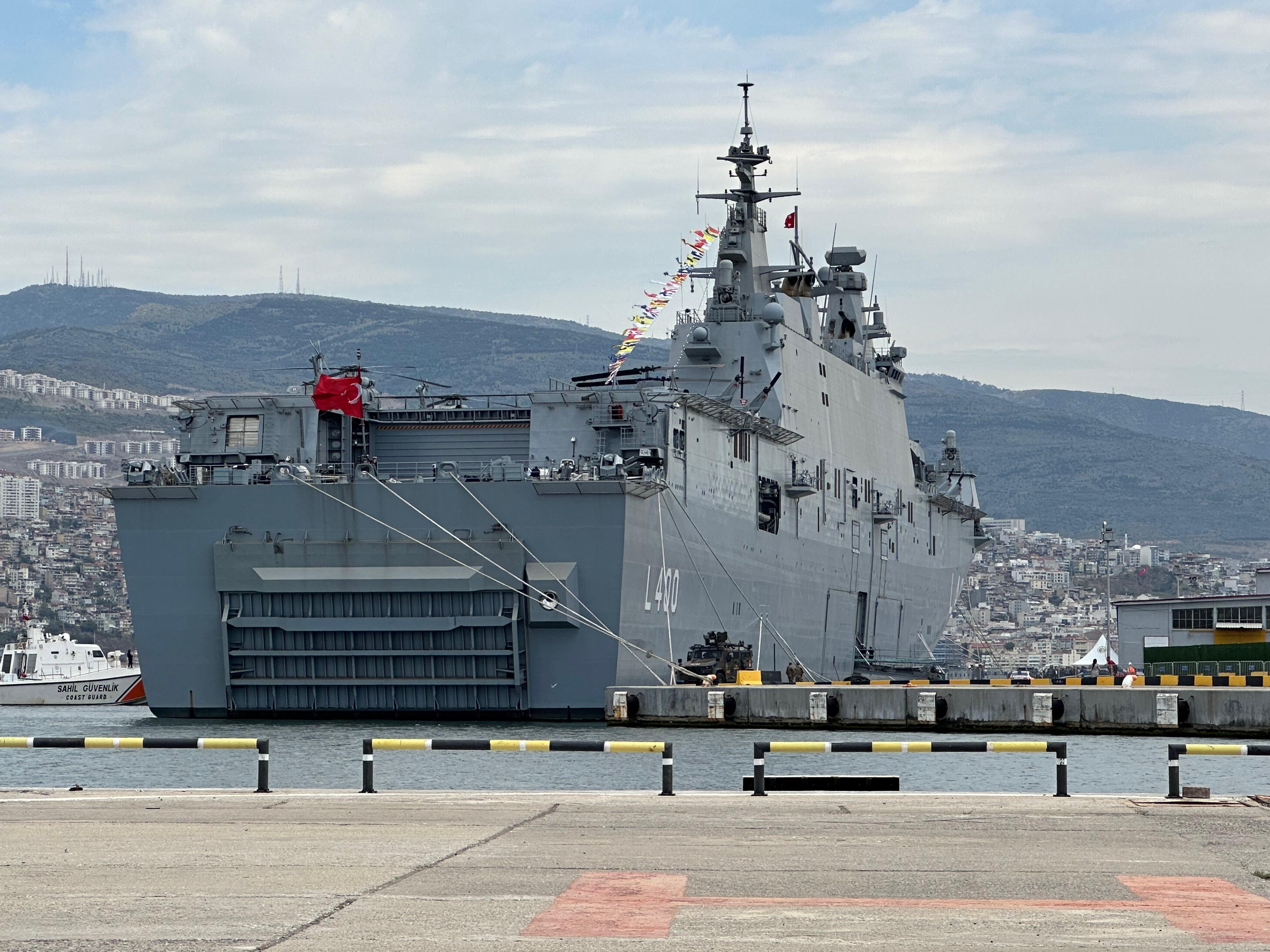
La LHD Anadolu

La Anadolu è una nave d'assalto anfibia (LHD) pianificata per la Marina turca da 24.660 tonnellate di dislocamento e che può essere configurata come portaerei leggera da 27.079 tonnellate. La costruzione è iniziata il 30 aprile 2016 da Sedef Shipbuilding Inc. presso il loro cantiere di Istanbul e dovrebbe essere completata entro la fine del 2020. La costruzione di una nave gemella, che si chiamerà Trakya, è attualmente in fase di progettazione da parte della Marina turca.